# Islam

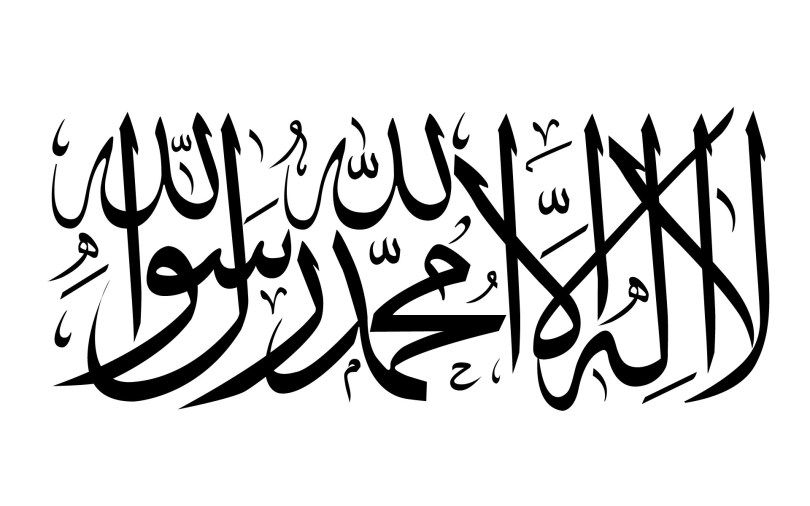
Szahada – islamskie wyznanie wiary

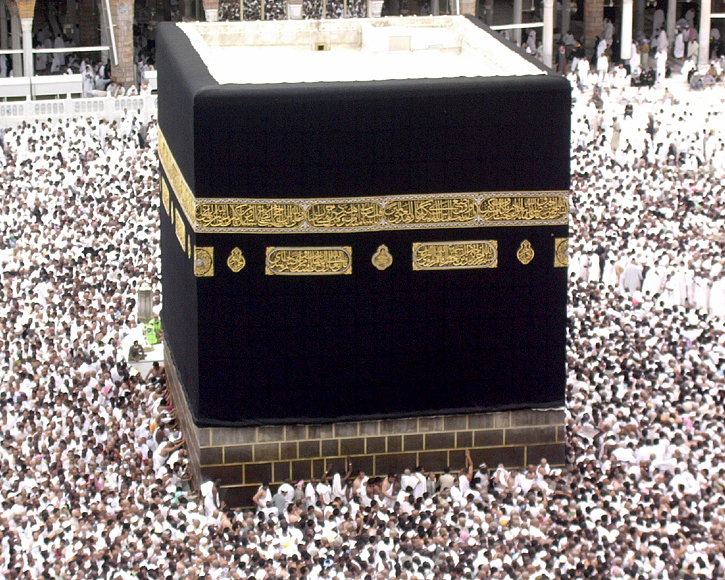
Al-Kaba w Mekce – najświętsze miejsce islamu, cel pielgrzymek.

Islam (arab. ‏الإسلام‎, al-islām – poddanie się woli Boga), mahometanizm – religia monoteistyczna, na początku XXI wieku druga na świecie pod względem liczby wyznawców po chrześcijaństwie. Zapoczątkował ją prorok Mahomet; według islamu to on przekazał ludziom świętą księgę – Koran, którą mu objawił Archanioł Gabriel (arab. Dżibril) w latach 610–632. Wyznawca tej religii to muzułmanin lub muzułmanka. Ich zdaniem Koran to ostateczne i niezmienne objawienie się Boga, przez muzułmanów nazywanego arabskim słowem Allah.
Islam ma wspólne korzenie z judaizmem i chrześcijaństwem, przez co jest zaliczany do religii abrahamicznych. Według islamu objawienie przekazane Żydom i chrześcijanom przez Abrahama, Mojżesza i Jezusa powinno zostać ponowione i uzupełnione.
Podstawę islamu tworzy pięć zasad i obowiązków muzułmanina:
- wyznanie wiary w jedynego Boga (szahada),
- pięciokrotna modlitwa w ciągu doby,
- post w miesiącu ramadan,
- jałmużna na rzecz ubogich,
- pielgrzymka do Mekki przynajmniej raz w życiu.

Mahomet początkowo działał wśród arabskich rodaków i z czasem większość tego ludu uległa islamizacji. Przeszły ją też inne narody Starego Świata – islam stał się religią dominującą w części krajów Azji, Afryki i Europy, łącznie w ok. 50 na świecie, co stanowi ok. 1/4 wszystkich państw. Przez to Arabowie stali się mniejszością muzułmanów (ok. 20–25%), a większość to obywatele różnych krajów Azji jak Indonezja, Indie, Pakistan i Bangladesz.
Trzy główne odłamy islamu to sunnizm (85–90%), szyizm (10–15%) i charydżyzm (<1%). Wyróżnia się też ich podgrupy i odrębne ruchy; przykłady to:
- sufizm,
- salafizm[7] i wahhabizm,
- islam bezdenominacyjny (wyznawcy identyfikujący się jako tylko muzułmanie)[8],
- odłam ahmadijja[9] – przy czym część muzułmanów nie uważa tej doktryny za islamską[c].

Z islamu wywodzą się też inne religie abrahamiczne jak druzyzm (XI wiek), jezydyzm (XII wiek), babizm (XIX wiek) i potomny mu bahaizm (XIX wiek). Islam miał też wpływ na pojawienie się w XV wieku sikhizmu, niezaliczanego do grupy abrahamicznej.
Islam od początku spotykał się ze sceptycyzmem i krytyką, a czasem też wrogością, dyskryminacją i uprzedzeniem znanym jako islamofobia. Bywają oparte na ksenofobii, np. rasizmie względem osób niebiałych stanowiących większość muzułmanów, jednak krytyce podlega też stosunek islamu do:
- ludzi niewyznających go (giaurów), zwłaszcza apostatów;
- kobiet i osób queer (LGBTQ+);
- odkryć naukowych jak ewolucyjna antropogeneza, przecząca dosłownemu rozumieniu Koranu[potrzebny przypis].

Z drugiej strony część wyznawców innych religii dążyła do pokoju z muzułmanami – przykłady to założyciel wspomnianego sikhizmu Guru Nanak, wpływowy hinduista Mahatma Gandhi, dalajlama Tenzin Gjaco czy papieże Jan Paweł II i Benedykt XVI. Flaga Indii bywa interpretowana jako symbol pokoju między hinduizmem a islamem.

## Symbole islamu
Główne symbole islamu to:

Półksiężyc powszechnie określany mianem „symbolu islamu”

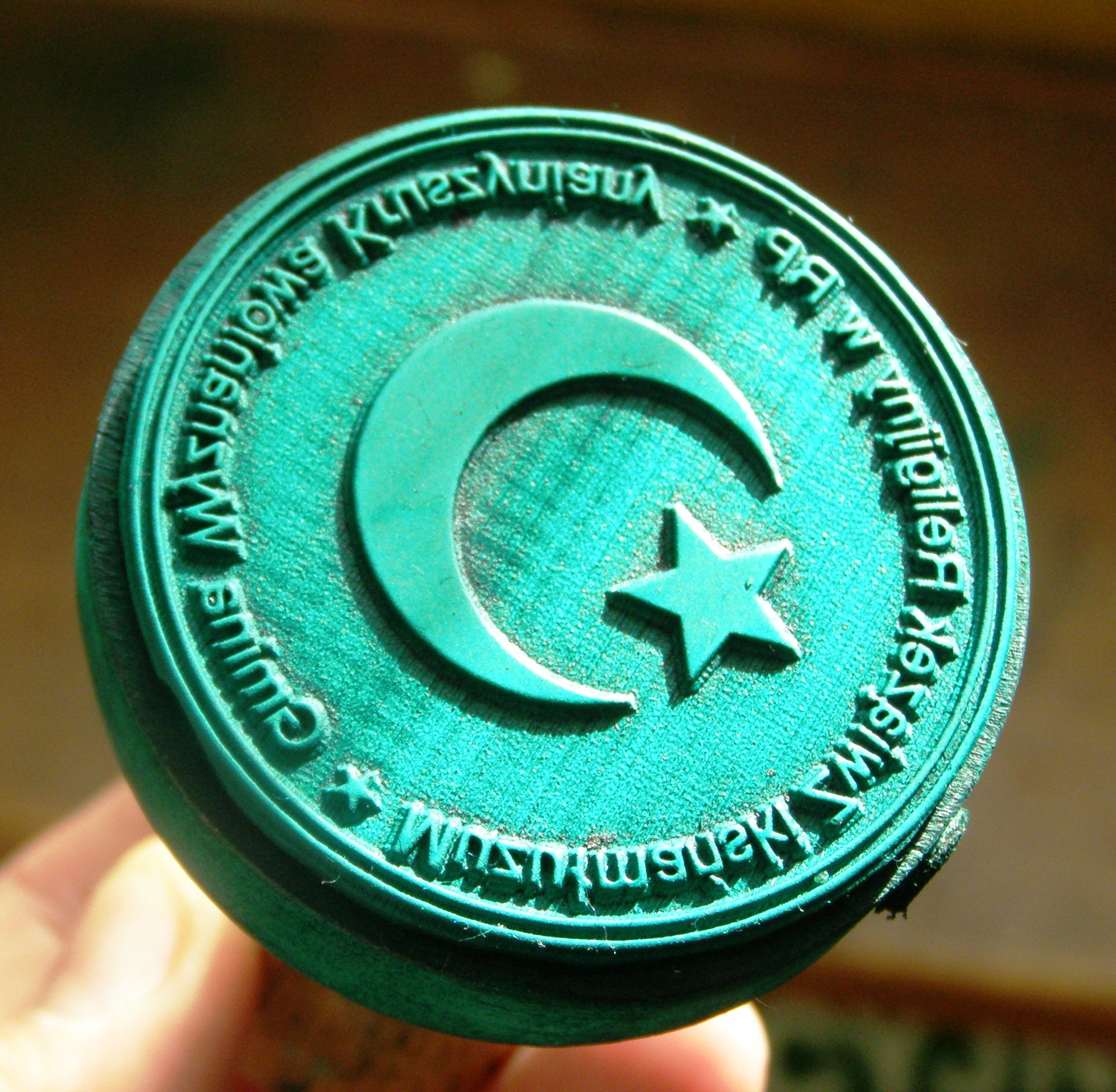
Tłok pieczęci Muzułmańskiego Związku Religijnego w RP

- starsza szahada (wyznanie wiary) napisana czarnymi literami na białym tle lub białymi literami na czarnym tle[potrzebny przypis];
- częstszy półksiężyc (arab. hilal). Pierwotnie był to symbol kalifatu, jednak także w krajach muzułmańskich, awansował do roli głównego symbolu tej religii. W tym charakterze występuje m.in. w:
  - heraldyce państw islamskich, np. w godłach i na flagach[d];
  - symbolu Międzynarodowego Ruchu Czerwonego Krzyża i Czerwonego Półksiężyca, jako analogia do chrześcijańskiego krzyża.

## Historia

### Początki i ekspansja islamu

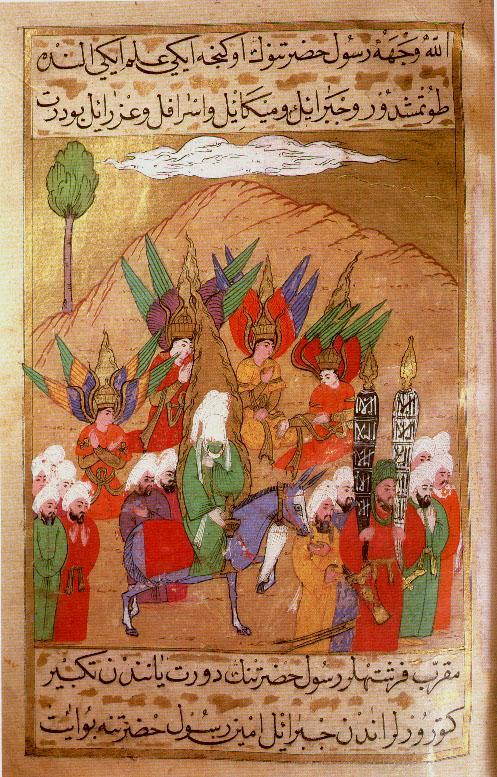
Mahomet powracający do Mekki

Mahomet (po arabsku Muhammad), prorok i twórca islamu, żył w latach 570–632. Urodził się w Mekce. Po śmierci rodziców wychowywał go dziadek, a następnie stryjek. Mahomet zajmował się handlem do czasu, gdy zaczął twierdzić, że podczas kontemplacji doznał wizji i zaczął głosić zasady nowej religii. Objawienie miało miejsce w 610 r. n.e. w jaskini Hira. Przeciwnicy zmusili go jednak do ucieczki z Mekki do Medyny. Data tej ucieczki, zwanej hidżrą, przypadająca na 622 r. ery chrześcijańskiej, przyjęta została za pierwszy rok ery muzułmańskiej. Począwszy od niej liczone są kolejne lata islamskiego kalendarza. Ucieczkę Mahometa do Medyny poprzedziła mała hidżra do Etiopii.
Liczba zwolenników Mahometa szybko rosła. Zgromadzeni w Medynie rozpoczęli podboje, podporządkowując prorokowi kolejne plemiona arabskie. Pod koniec życia Mahometa pod jego zwierzchnictwem znalazły się Mekka i większość Półwyspu Arabskiego. Gdy Mahomet zmarł, na czele muzułmanów stanął jego teść, Abu Bakr, który przyjął tytuł kalifa, czyli następcy, zastępcy Proroka. Religia islamska wyzwoliła w Arabach wielką energię i ekspansywność. W ciągu następnych dziesięcioleci VII i VIII w. podbili oni ogromne obszary: na Bliskim Wschodzie – Palestynę i Syrię; w Afryce – całą jej część północną, od Egiptu po Maghreb (czyli dzisiejsze Maroko i Algierię); na Bliskim Wschodzie i w Azji Środkowej – tereny Mezopotamii i Persji, a następnie obszary do Turkiestanu i granic Indii. Oblegali nawet Konstantynopol, ale go nie zdobyli. Jednocześnie z podbojami na wschodzie prowadzili je w kierunku zachodnim. W 711 przeprawili się przez Cieśninę Gibraltarską i zajęli Półwysep Iberyjski. Powstrzymani zostali dopiero przez Franków w bitwie pod Poitiers (732). W VIII i IX w. przejściowo opanowali Sycylię, Sardynię i atakowali Półwysep Apeniński.
Za czterech pierwszych kalifów, w latach 632–661, ukształtowały się zasady religijnego i politycznego funkcjonowania wspólnoty muzułmańskiej oraz państwa stworzonego przez Arabów. Ustne nauki proroka zebrane zostały w 653 w świętej księdze islamu – Koranie. Ponadto stopniowo zaczęto spisywać prawa, oparte na wzorze postępowania Mahometa, zwane Sunną. Ostateczną wersję Sunny sporządzono w IX w.
Religia i prawo są w islamie ściśle ze sobą powiązane. Kalifat stał się zwierzchnią władzą zarówno religijną, jak i polityczną. W 661 władzę objął ród Umajjadów, który sprawował ją do 750. Pod rządami tej dynastii Arabowie zorganizowali państwo o charakterze imperialnym. Stolicą kalifatu za Umajjadów był Damaszek. Na obszarze kalifatu mieszkały liczne ludy, mówiące wieloma językami. Zwycięscy Arabowie nie niszczyli cywilizacji terenów podbitych, jednak ludność niemuzułmańska była obciążona dodatkowymi podatkami, takimi jak charadż i dżizja, teoretycznie w zamian za ochronę, w praktyce najczęściej w powiązaniu z uznawaniem za ludzi niższej kategorii. Żydzi i chrześcijanie, a także zaratusztrianie, jako wyznawcy religii monoteistycznych, byli tolerowani. Wyznawcy religii politeistycznych w zasadzie nie byli tolerowani. Łączyła się z tym arabizacja nowych wiernych. Koran spisany był bowiem w języku arabskim, a muzułmanom nie wolno było tłumaczyć go – jako księgi objawionej – na inne języki. Przyjęcie nowej religii oznaczało więc konieczność posługiwania się językiem arabskim. Od końca VII wieku stosowano go także w administracji i sądownictwie kalifatu. Arabizacja objęła szczególnie intensywnie Bliski i Środkowy Wschód oraz Afrykę Północną. Na innych obszarach cywilizacja muzułmańska rozwijała się przez włączenie do niej dorobku cywilizacji miejscowych, zastanych przez zdobywców, w tym kultur bizantyńskiej (greckiej) i perskiej. W 750 Umajjadzi zostali obaleni i kalifat przejął ród Abbasydów. Dynastia ta panowała do połowy XIII w. Abbasydzi usprawnili zarządzanie państwem, wprowadzili urząd zwierzchnika rządu – wezyra. Poszczególnymi częściami kalifatu zarządzali dostojnicy noszący tytuł emira. Stolicą Abbasydów został Bagdad.
Już w czasach Umajjadów przejęcie wzorów kultur bizantyńskiej i perskiej pozwoliło Arabom na stworzenie wielkich dzieł architektury. W Jerozolimie, w miejscu, z którego wedle wierzeń muzułmanów Mahomet wyruszył w podróż do nieba, powstał w drugiej połowie VII w. meczet Kopuła na Skale.
Miasto, będące świętym miejscem wyznawców judaizmu i chrześcijaństwa, stało się nim także dla muzułmanów. Poza meczetami wznoszono pałace władców, obwarowania i domy miejskie, stacje karawan. Sztuka religijna, zgodnie z nakazami Koranu, nie przedstawiała postaci ludzi i zwierząt. Budowle ozdabiano więc ornamentami roślinnymi i kaligraficznymi, zwanymi arabeskami.
W czasach Abbasydów nastąpił rozkwit twórczości literackiej i naukowej. Literatura arabska czerpała ze wzorów wielu kultur. Jej najsłynniejszym dziełem jest Księga tysiąca i jednej nocy – zbiór opowiadań i baśni spisywanych od IX do XVI w. Złożyły się na nią wątki literackie znane wcześniej w wielu krajach – od Indii przez Persję po Egipt.
Kalifowie abbasydzcy utworzyli w IX w. w Bagdadzie uczelnię zwaną Domem Mądrości. W jej bibliotece zgromadzone zostały liczne dzieła, także starożytne: Platona, Arystotelesa, Ptolemeusza, Hipokratesa, Galena. Korzystanie z dorobku filozofii, geografii i medycyny antycznej stało się wzorem dla szkół w całym kalifacie. Przede wszystkim studiowano jednak Koran i prawo koraniczne. Szkoły powstawały najczęściej przy meczetach. W islamie nie wykształciła się odrębna klasa kapłanów, lecz powstały grupy uczonych, znawców Koranu oraz Sunny, jednocześnie pełniących funkcję nauczycieli i obsługujących meczety (imamowie, muezzini). Od drugiej połowy X w. najsłynniejszą szkołą stała się uczelnia przy meczecie Al-Azhar w Kairze. Dwaj najwybitniejsi uczeni świata islamu żyli na jego przeciwległych końcach. Filozof i medyk Ibn Sina, znany w Europie jako Awicenna, żył na przełomie X i XI w. w Bucharze. Jego Kanon medycyny był kompendium zbierającym całość starożytnej i arabskiej wiedzy w tej dziedzinie. W Europie został przetłumaczony na łacinę i przez stulecia oddziaływał na naukę europejską. Filozof Ibn Ruszd (Awerroes) żył natomiast w XII w. w Kordobie. Jego komentarze do dzieł Arystotelesa wywarły wielki wpływ na europejską filozofię.

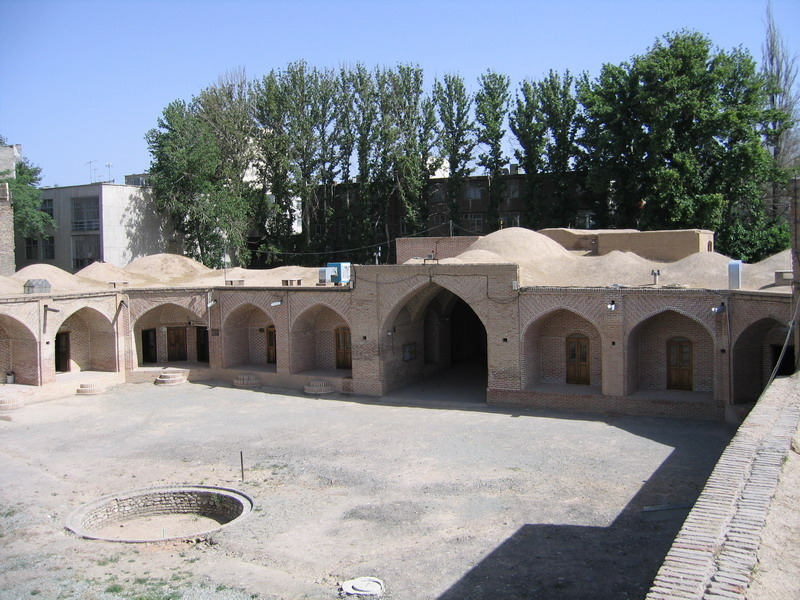
Karawanseraj w Iranie, Karadż

Opanowanie przez Arabów różnorodnych obszarów sprzyjało rozwojowi handlu i miast. Ośrodki miejskie zaś mogły się powiększać dzięki wzrostowi produkcji rolnej, uzyskanemu w rezultacie rozbudowanych przez Arabów systemów irygacji. Do stolicy kalifatu, Damaszku, a potem Bagdadu, napływały towary z całego świata muzułmańskiego. Poszczególne miasta specjalizowały się w produkcji różnych towarów. Bagdad znany był z wyrobu tkanin i dywanów; Damaszek – ze znakomitej broni; Kair – z tkanin, szkła i pachnideł: Fez i Kordoba – ze skór i wyrobów skórzanych. Wzdłuż szlaków handlu lądowego budowano schroniska dla kupców – karawanseraje. W miastach ośrodkami handlu były wielkie targi. Transport lądowy ułatwiało masowe stosowanie wielbłądów. Rozwijała się też żegluga morska – na Morzu Śródziemnym, Morzu Czerwonym, w Zatoce Perskiej i na Oceanie Indyjskim. Wiele towarów sprowadzano spoza świata islamu. Z Chin przywożono jedwab, porcelanę, papier; z Indii – drogie kamienie, przyprawy. Od ok. VIII–IX w. kupcy muzułmańscy wyprawiali się do Europy Środkowej i Wschodniej. Z Kijowa, Pragi, Krakowa sprowadzali niewolników, futra, barwniki. Karawany wielbłądów przekraczały Saharę, by z Afryki Zachodniej przywozić złoto, pachnidła i niewolników. Statki arabskie pływały wzdłuż wschodniego wybrzeża Afryki. Od ok. X–XI w. powstawać zaczęły tam miasta muzułmańskie (Mogadiszu, Mombasa, Kilwa, Sofala), z których przywożono przyprawy, złoto i niewolników, a do Indii wywożono żelazo. Kupcy muzułmańscy docierali też do Indonezji, wraz z nimi rozprzestrzeniały się tam wpływy islamu.
Tak wielki obszar działania wpłynął na kulturę muzułmańską. Wielcy geografowie – Al-Bakri (XI w.), Al-Idrisi (XII w.) – opisali cały znany Arabom świat, korzystając z setek relacji kupieckich i podróżniczych. Wielki podróżnik arabski Muhammad Ibn Battuta (pierwsza połowa XIV w.) objechał świat islamu od Indonezji po państwo Mali w Afryce Zachodniej i pozostawił obszerny opis swych podróży. W XV w. wybitny uczony Ibn Chaldun, opisując różne ludy świata i ich organizację, dał początek badaniom socjologicznym. W świecie muzułmańskim rozwijały się też astronomia i matematyka. Z Indii Arabowie przejęli system cyfr, który następnie upowszechnił się pod nazwą cyfr arabskich.
Cywilizacja islamu osiągnęła szczyt rozwoju między X a XII w., wyprzedzała wtedy cywilizację chrześcijańskiej Europy. Jednak już w X w. nastąpiło polityczne osłabienie kalifatu Abbasydów – wyodrębnił się umajjadzki kalifat Kordowy. Następnie kalifami ogłosili się władcy Egiptu. Naruszona została polityczna jedność świata muzułmańskiego. Stopniowo rosły znaczenie i samodzielność lokalnych dynastii, wyodrębniały się niezależne państwa na wschodzie i w Maghrebie. Od końca XI do XIII w. trwały krucjaty. Muzułmanie odparli najazdy chrześcijan, odzyskali Jerozolimę, ale koszt tego zwycięstwa był wysoki. Jednocześnie na Półwyspie Iberyjskim trwała rekonkwista. Muzułmanów stopniowo wypierano z Hiszpanii, a przełomowe znaczenie miało zwycięstwo chrześcijan w bitwie pod Las Navas de Tolosa (1212).

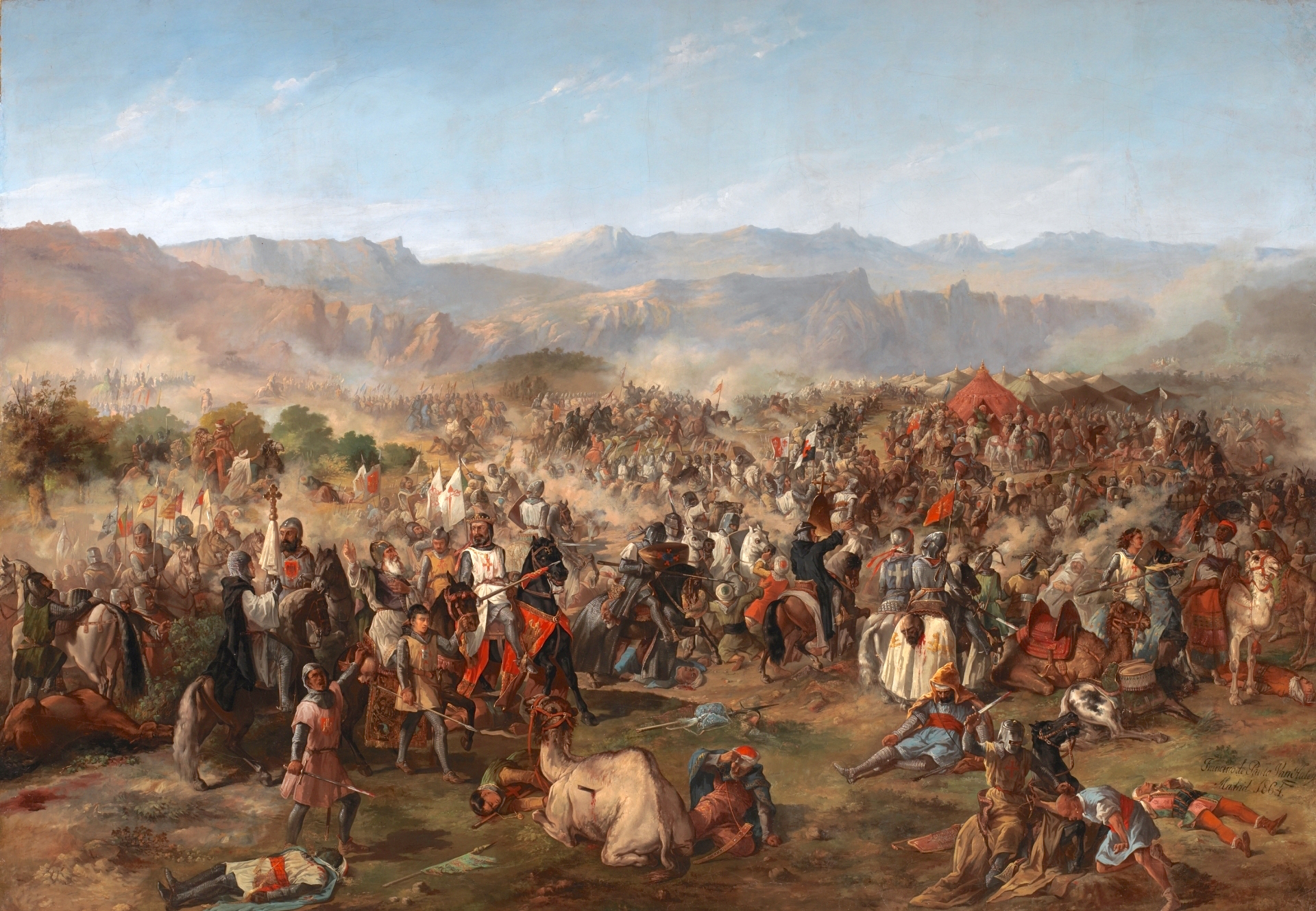
Bitwa pod Las Navas de Tolosa

W XIII w. kalifat Abbasydów został zniszczony przez najazd Mongołów. Od XIII w. świat islamu objęła stagnacja gospodarcza, natomiast Europa chrześcijańska przeżywała w tym stuleciu wzmożony rozwój. Stosunek sił między dwoma sąsiadującymi cywilizacjami uległ odwróceniu. Jednakże w XIV–XV w. rozpoczęła się kolejna fala podbojów muzułmańskich, które prowadzili Turcy osmańscy. Swoje imperium utworzyli oni kosztem Bizancjum, Bułgarii i Serbii. Państwom Europy łacińskiej – poza Węgrami – ich ekspansja wówczas nie zagroziła.

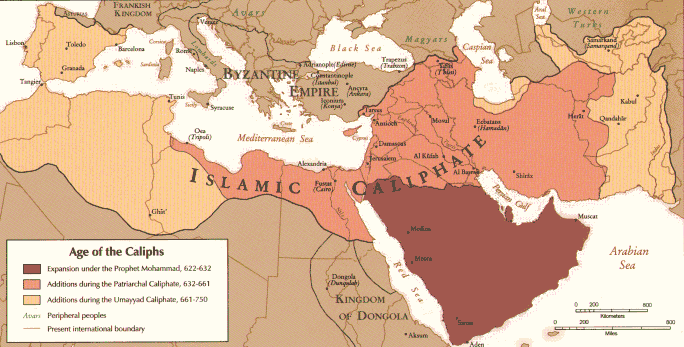
Historia ekspansji islamu, na mapie współczesnych państw

Ostatecznie militarną ekspansję muzułmanów na europejskim kontynencie zakończyła bitwa pod Wiedniem, stoczona pomiędzy wojskami Kary Mustafy a armią polsko-austriacko-niemiecką, dowodzoną przez króla Jana III Sobieskiego.

### Turcja i modernizacja
W początkach XIX w. największym muzułmańskim państwem było Imperium Osmańskie, przeżywające jednak poważny kryzys wewnętrzny. Słabość Turcji rodziła tendencje odśrodkowe, z jednej strony wśród chrześcijańskich ludów na tureckich Bałkanach, z drugiej – wśród arabskich elit w Afryce Północnej (szczególnie w Egipcie, który praktycznie uniezależnił się od Turcji).
Ta sytuacja oraz przewaga Europy, a także rywalizacja z modernizującym się i popieranym przez Francję Egiptem, stanowiły impuls do podjęcia reform w państwie osmańskim. Wysiłki modernizacyjne pociągały jednak za sobą koszty, których państwa Wschodu nie mogły samodzielnie pokryć, m.in. z powodu słabości systemu podatkowego. Konsekwencją było zadłużenie w europejskich bankach. Za koniecznością spłaty rosnących długów szła narastająca niewydolność finansowa, prowadząca do politycznego uzależnienia od Europejczyków. Budziło to opór poddanych i spadek autorytetu władzy, tak potrzebnego przy przeprowadzaniu reform. Trzeba też zauważyć, że zapożyczenia z cywilizacji europejskiej nie wrastały w krajobraz kulturowy społeczeństw muzułmańskich, lecz stanowiły osobny świat, funkcjonujący obok tradycyjnego systemu obyczajowego czy religijnego. W Imperium Osmańskim do świata tego należała jedynie wąska i wyizolowana grupa zeuropeizowanych Arabów i Turków.
W XIX w. klęski spadające na państwo osmańskie kompromitowały dotychczasowy system i prowadziły do powstania ruchu opozycyjnego, dostrzegającego szansę w modernizacji. Tylko przekształcenie Turcji w kraj nowoczesny mogło bowiem pomóc jej w odzyskaniu choć części dawnej świetności. Zapleczem tego ruchu była wzrastająca z czasem grupa Turków wykształconych przez system zorganizowanego na modłę zachodnią szkolnictwa (także wyższego), żądająca zmian i formułująca programy polityczne na wzór europejski. W końcu XIX w. wyrazicielem tych dążeń stał się tzw. ruch młodoturecki. Inspirował się on dominującymi wówczas w Europie tendencjami nacjonalistycznymi, traktowanymi jako przejaw nowoczesności. Odrzucał zasadę prymatu islamu, łączącą dotąd Arabów i Turków, żądał natomiast nadania państwu osmańskiemu charakteru tureckiego państwa narodowego. Ważnym czynnikiem aktywizującym ten ruch było zwycięstwo Japonii w wojnie z Rosją.
W 1908 młodoturkom udało się doprowadzić do zmiany na tronie sułtańskim, w 1913 zaś obalili legalny rząd i wprowadzili dyktaturę. Klęska w I wojnie światowej, w której Turcja występowała po stronie Niemiec, doprowadziła do załamania tureckiego państwa. Sytuację opanował generał Mustafa Kemal Atatürk, który skonsolidował naród, ustabilizował granice państwa, a w 1922 proklamował zniesienie sułtanatu i ustanowienie republiki, której stolicą została Ankara. Na czele nowego państwa tureckiego – jako dożywotni prezydent – stanął zwycięski Mustafa Kemal, nazwany Atatürkiem (Ojcem Turków). W czasach jego dyktatorskich rządów (do 1938) Turcja stała się państwem świeckim. Zakazano działalności wpływowych bractw muzułmańskich, wprowadzono jednolity system szkolny, równouprawnienie kobiet (łącznie z prawem wyborczym w 1934), a także alfabet łaciński, nazwiska na modłę europejską, a nawet zmuszono Turków do europeizacji ubiorów (tzw. ustawa kapeluszowa).
Turecki eksperyment okazał się najtrwalszy wśród wszystkich podobnych działań podjętych w państwach muzułmańskich. Westernizacja społeczeństwa tureckiego stała się faktem i jest wręcz elementem świadomości współczesnych Turków. Po II wojnie światowej Turcja, jako członek NATO, stała się znaczącym elementem ładu atlantyckiego. Obecnie ubiega się o przyjęcie do Unii Europejskiej.

### Arabowie i modernizacja

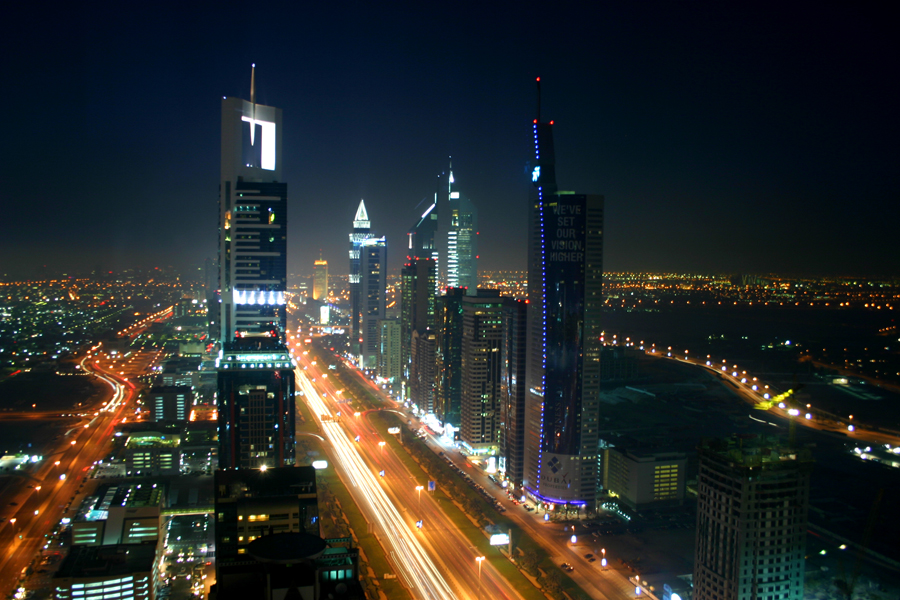
Nocna panorama Dubaju

Stosunek społeczeństw arabskich do modernizacji był o wiele bardziej skomplikowany niż Turków. Stopniowe opanowywanie przez Europejczyków północnej Afryki łączyło się, szczególnie we francuskiej Algierii, z marginalizacją miejscowej społeczności muzułmańskiej. Europa była więc przede wszystkim wrogiem, co musiało wpływać na dość niechętny stosunek do jej wytworów i osiągnięć, a także na charakter, rodzącego się stopniowo, arabskiego nacjonalizmu. Decydujące znaczenie miała tu I wojna światowa. Wówczas to Brytyjczycy wsparli beduińskie plemiona z Półwyspu Arabskiego w stworzeniu szerokiego arabskiego ruchu zbrojnego, który z powodzeniem wypierał Turków (walczących po stronie państw centralnych) z Palestyny, Syrii i Iraku.
Po wojnie dokonano nowego politycznego podziału arabskiego Bliskiego Wschodu, starając się przede wszystkim zabezpieczyć równowagę interesów Wielkiej Brytanii i Francji, które objęły większość nowych państw swym protektoratem (zwierzchnictwem dotyczącym tak polityki zewnętrznej, jak i ważniejszych kwestii wewnętrznych). W niektórych krajach powstały nowe arabskie monarchie (np. w Jordanii, Iraku, Arabii Saudyjskiej).
W czasie II wojny światowej lub krótko po niej większość państw arabskich uzyskała niepodległość. Najbardziej dramatyczny przebieg miało wyzwalanie się Algierii, gdzie w latach 1954–1962 toczyła się krwawa wojna z Francuzami. Część niepodległych państw arabskich pozostała przy monarchicznej formie rządów, niekiedy opartych na tradycyjnych strukturach społecznych i islamskim prawie – szariacie (np. Arabia Saudyjska). Niektóre monarchie natomiast stawały się ośrodkami stopniowej, pokojowej modernizacji kraju (np. Jordania, Maroko).
W części państw arabskich do głosu dochodzić zaczęły ugrupowania nacjonalistyczne, dążące do szybszych przemian i zrzucenia wszelkich form zależności od Zachodu. Ich wielkim atutem było najczęściej poparcie ze strony armii, głównie młodej i wykształconej kadry oficerskiej, zwykle nastawionej radykalnie. Organizacją reprezentującą ten nurt był Związek Wolnych Oficerów w Egipcie, który w 1952 doprowadził do zamachu stanu i obalenia monarchii. Wydarzenia w Egipcie stały się wzorem dla podobnych rewolt, prowadzących do obejmowania władzy przez wojskowych także w innych krajach (Irak – 1958, Jemen – 1962, Syria – 1963, Libia – 1969). We wszystkich tych państwach wprowadzano rządy totalitarne. Nowe arabskie reżimy nawiązywały współpracę z ZSRR, który dostarczał im przede wszystkim broni. W polityce wewnętrznej państwa te głosiły program tzw. socjalizmu arabskiego, sprowadzającego się do gospodarki opartej na centralnym planowaniu. Arabski socjalizm był próbą wkroczenia na inną drogę modernizacji, odrzucającą model wolnorynkowy.
Od początku XX w. istotną rolę w sytuacji Bliskiego Wschodu zaczęła odgrywać ropa naftowa. Od lat 60., a zwłaszcza 70., stała się ona głównym źródłem dochodów niektórych państw obszaru Zatoki Perskiej, bez niej skazanych właściwie na gospodarczą stagnację. Zyski, które przyniosła sprzedaż ropy, zaczęto inwestować w nowoczesną infrastrukturę miejską, w rozbudowę sieci usług, a także w nowe gałęzie przemysłu (jako zabezpieczenie na przyszłość, gdy złoża się wyczerpią). Bogactwo niektórych krajów arabskich pozwoliło im na intensywne zbrojenia, a także m.in. na finansowanie organizacji terrorystycznych.

### Konflikt izraelsko-palestyński

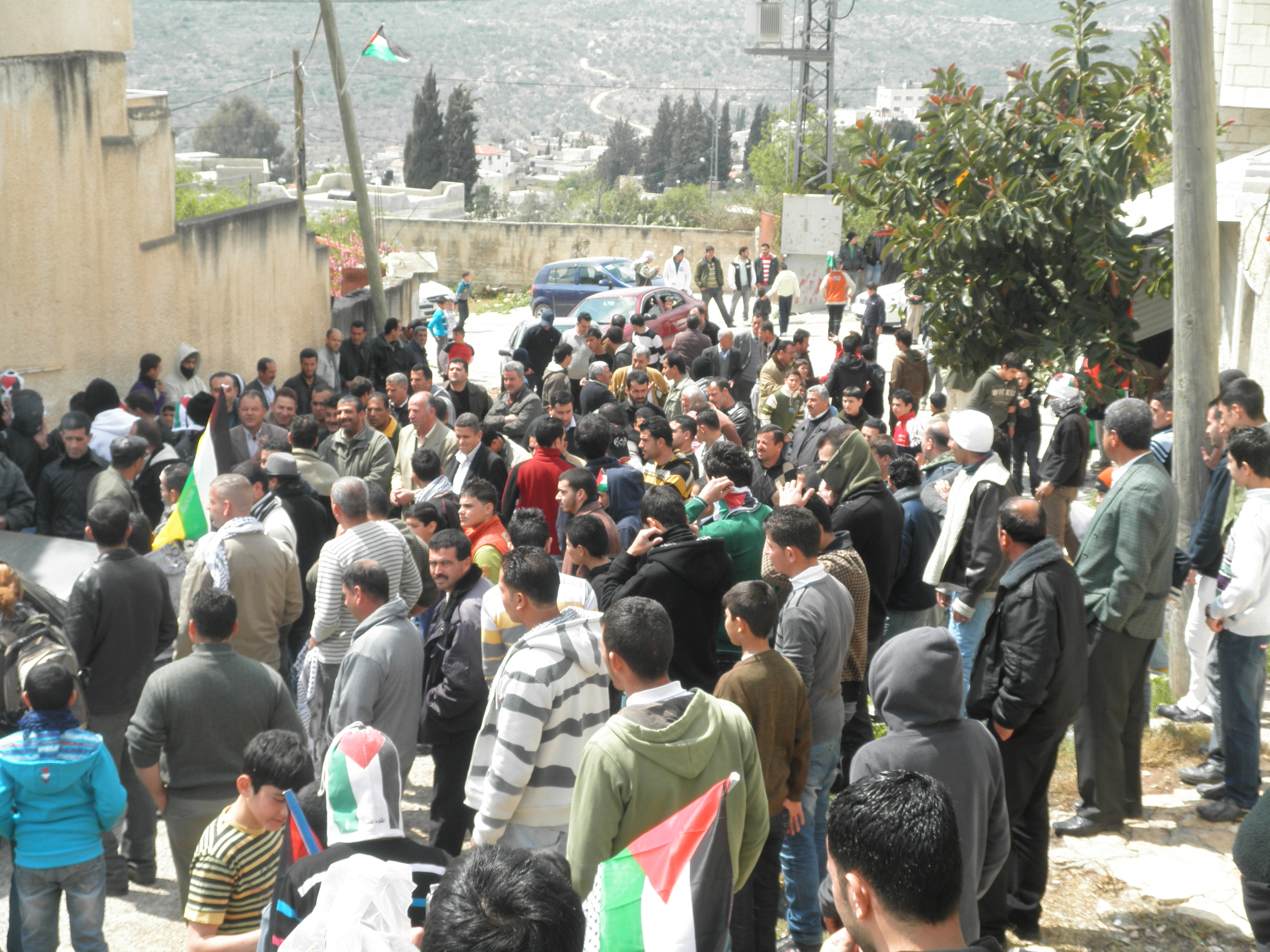
Palestyńczycy, Zachodni Brzeg

Po II wojnie światowej ważnym czynnikiem w polityce bliskowschodniej stał się konflikt żydowsko-arabski. Żydzi stanowią szczególny przykład wspólnoty narodowej: przez stulecia żyli w rozproszeniu (diasporze) wśród innych nacji, pozostając wszędzie grupą wyraźnie wyodrębnioną pod względem religijnym. Dopiero świecki żydowski ruch nacjonalistyczny (syjonizm) doprowadził w drugiej połowie XIX w. do wysunięcia postulatu odbudowy państwa żydowskiego w Palestynie.
Od końca XIX stulecia rozpoczęła się na tym obszarze akcja osadnicza Żydów, która w znaczący sposób zmieniła sytuację narodowościową Palestyny. 29 listopada 1947 Rezolucją Zgromadzenia Ogólnego ONZ nr 181, m.in. pod wpływem wstrząsu spowodowanego przez Holocaust, ONZ zdecydowała o podzieleniu terytorium Mandatu Palestyny na dwa państwa: żydowskie – Izrael i arabskie – Palestynę. Postanowienie to zostało jednak odrzucone przez świat arabski. Niemal natychmiast wybuchła wojna żydowsko-arabska, wygrana przez Izraelczyków, podobnie jak kolejne konflikty zbrojne Izraela z sąsiednimi państwami (1956 – wojna z Egiptem; 1967 – tzw. wojna sześciodniowa, z Egiptem, Jordanią i Syrią; 1973 – wojna z Egiptem i Syrią; 1982–1985 – izraelska okupacja południowego Libanu). Walki z 1948 spowodowały odpływ ludności arabskiej z terenów zajętych przez Żydów (do końca 1948 – 700 tys.). Dało to początek tzw. problemowi palestyńskiemu – problemowi narodu uchodźców, domagającego się własnego państwa na gruzach Izraela i stanowiącego najbardziej zapalny czynnik na Bliskim Wschodzie.
Od 1987 na tzw. ziemiach palestyńskich trwają – z przerwami – gwałtowne wystąpienia ludności arabskiej, tzw. intifada (z arab. powstanie). Reprezentantem Palestyńczyków stała się Organizacja Wyzwolenia Palestyny (OWP, 1964), która w 1974 zyskała status stałego obserwatora przy ONZ. W 1994 doszło do porozumienia między Izraelem a Palestyńczykami w kwestii ustanowienia tzw. Autonomii Palestyńskiej. Na jej czele stanął twórca i przywódca OWP – Jaser Arafat. Wbrew nadziejom nie zakończyło to konfliktu, który od 2001 rozgorzał na nowo.

### Fundamentalizm islamski
W wieku XIX pod wpływem Zachodu duża część muzułmańskich elit dystansowała się od islamu, dążąc m.in. do wzorowanego na stosunkach europejskich oddzielenia religii od spraw państwowych. Islam pozostawał jednak religią mas, stając się niekiedy hasłem antyeuropejskich rebelii (np. powstanie Mahdiego w Sudanie, 1881–1885).
Początki dwudziestowiecznego islamskiego ruchu fundamentalistycznego związane są z powstałym w 1928 w Egipcie Stowarzyszeniem Braci Muzułmanów. Głosiło ono odrodzenie tradycyjnego islamu oraz przekonywało swych zwolenników, że religia muzułmańska może stać się podstawą społeczeństwa we współczesnym świecie. Znaczenie idei fundamentalizmu zaczęło rosnąć od lat 70., co wiązało się z postępującą modernizacją krajów islamskich. Przenoszący się do miast i pracujący w przemyśle muzułmańscy chłopi stawali się nagle częścią „samotnego tłumu”, w którym jedynym czynnikiem integrującym i wyznaczającym sens życia stawał się islam. Niezwykle istotne znaczenie miały tu nowoczesne środki przekazu – prasa, radio i telewizja – dzięki którym treści islamistyczne zaczęły coraz lepiej docierać do szerokich rzesz muzułmańskich społeczeństw. Prócz tego fundamentaliści odrzucali „przetłumaczone na arabski”, ale w istocie obce i skompromitowane hasła nacjonalizmu czy socjalizmu, posługiwali się natomiast systemem pojęć zrozumiałych dla przeciętnego muzułmanina. W tej sytuacji na placu boju pozostawał tylko islam, symbolizujący protest wobec Zachodu, oskarżanego o wyzysk, kolonializm, demoralizację itp.
Ważnym impulsem do rozwoju ruchu fundamentalistycznego stały się wydarzenia w Iranie. Po II wojnie światowej państwo to, rządzone przez dynastię Pahlawich, było głównym, obok Turcji, sojusznikiem USA w regionie. Polityka modernizacyjna, finansowana dzięki dochodom płynącym ze sprzedaży ropy, czyniła Iran jednym z najszybciej rozwijających się krajów Bliskiego Wschodu. Wszelkie przejawy opozycji politycznej były w Iranie bezwzględnie tłumione, co uderzało także w niechętne „amerykanizacji” kraju środowiska muzułmańskie (w Iranie panuje szyicka odmiana islamu, posiadająca swego rodzaju hierarchię duchownych). W latach siedemdziesiątych na czele antymonarchistycznej opozycji stanął przebywający na emigracji ajatollah Ruhollah Chomejni. W 1979 jego zwolennicy doprowadzili do obalenia rządów szacha i przekształcenia Iranu w republikę islamską, opartą na szyickiej teorii władzy.
W następnym dwudziestoleciu nastąpił rozwój ruchów fundamentalistycznych – tak szyickich, jak i sunnickich – we wszystkich krajach islamskich. Pod ich naciskiem także laickie reżimy wojskowe zaczęły się w pewnej mierze islamizować. Ruchy fundamentalistyczne stały się czynnikiem destabilizacji w państwach arabskich, a także np. w Azji i Czarnej Afryce w krajach o sporym odsetku muzułmanów (np. Nigerii). Ich działalność zaczęła też komplikować sytuację licznej diaspory muzułmańskiej w Europie Zachodniej (we Francji i Niemczech). Agresywne organizacje fundamentalistyczne, prowadzące działania terrorystyczne, odgrywają istotną rolę m.in. w konflikcie palestyńsko-izraelskim (np. Hamas, Hezbollah). Celem ich ataków są często różne zachodnie instytucje, czego najtragiczniejszym przykładem był zamach na World Trade Center w Nowym Jorku i Pentagon w Waszyngtonie (11 września 2001). Nie osłabiła ich rozwoju kompromitacja idei państwa islamskiego, w skrajnej formie realizowana przez reżim talibów w Afganistanie. Talibowie wprowadzili nie tylko surowe sunnickie prawo islamskie – szariat, ale zlikwidowali też wszelkie przejawy kulturowych wpływów cywilizacji (np. kino) i pozbawili kobiety możliwości uczestnictwa w życiu publicznym (np. dostępu do edukacji i pracy). Władzę talibów obaliła w 2001 amerykańska interwencja.
Pozostaje kwestią sporną, jak dalece islamski fundamentalizm jest mechanicznym odrzuceniem modernizacji, a w jakim stopniu podejmowaną przez społeczeństwa muzułmańskie próbą poszukiwania własnego miejsca w nowoczesnym świecie.

## Wiara

### Bóg
W islamie występuje wiara w jednego boga, który w Koranie nazywany jest Allah.
Jak mówi sura al-Ichlas z Koranu: On jest Bogiem jedynym Bogiem wiekuistym! Nie zrodził nikogo, ani też nie został zrodzony, a nikt nie jest Jemu równy.
Według muzułmanów Bóg (arab. Allah) jest wszechwiedzący, doskonały, jest źródłem wszelkiej wiedzy i sprawiedliwości, ma znajomość prawa doskonałego. Jest niepodobny do nikogo i niczego nie można z nim porównywać. Islam zabrania przedstawiania go w jakiejkolwiek postaci.

### Wyznanie wiary
Aby zostać muzułmaninem, czyli „poddanym Allahowi”, należy posiadać intencję oraz wypowiedzieć wyznanie wiary tzw. szahadę, która brzmi: „(Oświadczam, że) nie ma bóstwa prócz Boga (Allaha) i oświadczam, że Mahomet jest wysłannikiem Boga”. Zasadniczo powinno się to odbyć w obecności świadków, ale istnieją też interpretacje, według których ich obecność nie jest konieczna, gdyż świadkiem jest sam Allah.

### Dogmaty islamu
1. Wiara w Allaha – jednego Boga, który nie posiada potomstwa (tawhid – jedynobóstwo; według muzułmanów odróżnia ono islam i judaizm od chrześcijaństwa i religii animistycznych).
2. Wiara 'w Jego Anioły' – np. anioła Dżibrila (Gabriela) lub Michaila (Michała).
3. Wiara 'w Jego Księgi' – w Koran (także Torę i Ewangelię – choć nie oznaczają one dokładnie tego samego, co dla żydów i chrześcijan – według muzułmanów zostały zafałszowane przez wyznawców tych religii).
4. Wiara 'w Jego Proroków' – np. w proroka Mahometa, Jezusa, Mojżesza, Adama itd.; Mahomet jest „pieczęcią proroków”- ostatnim z nich i tym, który przyniósł ostateczne objawienie (inaczej jest u lahorich, odłamu ahmadijji).
5. Wiara 'w Dzień Ostatni' – czyli Dzień Sądu Ostatecznego, w którym ludzie będą osądzeni przez Boga.
6. Wiara 'w Przeznaczenie' – czyli że wszelkie dobro i zło, które przydarza się człowiekowi, dzieje się za wolą Boga.

## Filary islamu

### Filary islamu sunnickiego

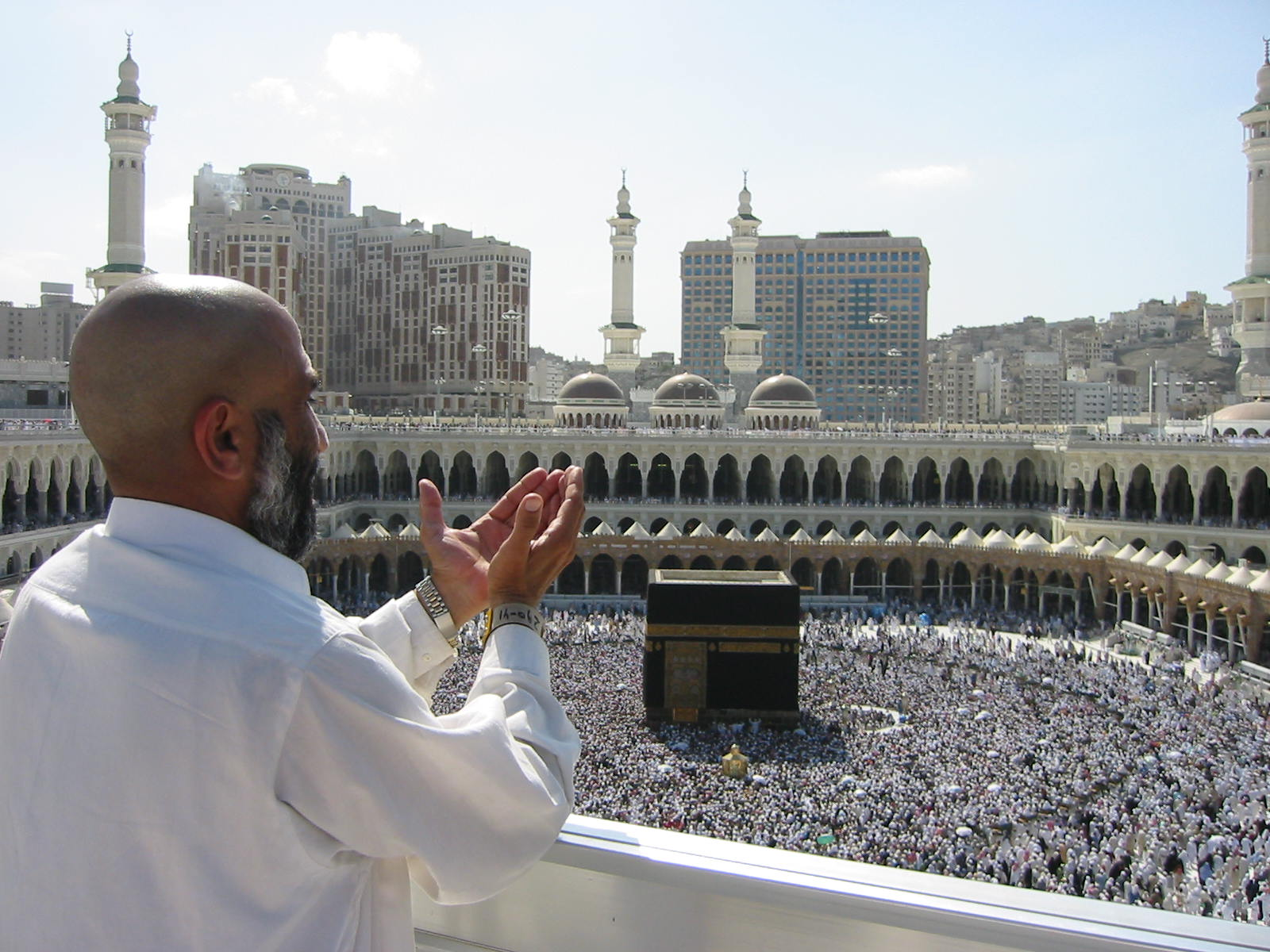
Pielgrzymi wokół Kaaby w Świętym Meczecie w Mekce

W islamie sunnickim muzułmanin ma pięć obowiązków, zwanych pięcioma filarami islamu (Arkan ad-din, Arkan al-Islam):
1. Wyznanie wiary (شهادة, szahada) – Oświadczam, że nie ma boga prócz Allaha, a Mahomet (Muhammad) jest Jego prorokiem (arab. „Aszhadu an la ilaha illa Allah wa aszhadu anna Muhammadan abduhu wa rasuluhu”; u większości szyitów dodatkowo: Ali jest przyjacielem Boga). Jest ona również aktem włączenia do wspólnoty muzułmańskiej i w razie przyjęcia islamu na łożu śmierci jest powszechnie uważana za warunek wystarczający do uznania za pełnoprawnego muzułmanina.
2. Modlitwa (صلاة, salat) – odprawiana pięć razy dziennie, z twarzą zwróconą w stronę Mekki (do 627 roku w stronę Jerozolimy) – dzieci i osoby chore mogą odmawiać 3 razy dziennie.
3. Jałmużna (زكاة, zakat) – określoną część swych dochodów (najczęściej 2,5%) muzułmanin ma obowiązek oddawać biednym. Uważana jest za jeden z pierwszych „nowoczesnych” podatków socjalnych.
4. Post (صوم, saum) – w ciągu dziewiątego miesiąca roku muzułmańskiego (ramadanu), muzułmanie muszą powstrzymywać się od jedzenia i picia (nie dotyczy kobiet w ciąży lub karmiących, małych dzieci, osób ciężko chorych oraz odbywających długą i wyczerpującą podróż), a także palenia tytoniu od wschodu do zachodu słońca. Wahhabici unikają nawet przełykania śliny.
5. Pielgrzymka do Mekki (حج, hadżdż) – muzułmanin musi ją odbyć przynajmniej raz w życiu, jeśli pozwala mu na to sytuacja materialna. Często na podróż składa się cała lokalna wspólnota lub rodzina, która deleguje jedną osobę. Niektóre autorytety religijne uważają, że w razie braku możliwości odbycia pielgrzymki do Mekki można ją w pewien sposób zastąpić pielgrzymką do innego ważnego centrum islamu (ich liczba waha się od 7 do ponad 100).

### Filary islamu szyickiego

#### Imamizm
Filary islamu imamickiego uwzględniają pięć Usul al-Din i dziesięć Furu al-Din, tzn. wierzenia i praktyki islamu:
1. Tawhid – Monoteizm: Wiara w jedyność Boga
2. Adl – Boska sprawiedliwość: wiara w sprawiedliwość Boga
3. Nubułłah – Proroctwo
4. Imamat – Sukcesja po Mahomecie
5. Mi'ad – Dzień Sądu Ostatecznego i Zmartwychwstania

W dodatku do pięciu filarów, szyici imamici uwzględniają dziesięć obowiązkowych praktyk zwanych artykułami wiary:
1. Salat – obowiązkowa modlitwa odprawiana pięć razy dziennie, z twarzą zwróconą w stronę MekkiModlitwa w meczecie w Stambule
2. Saum – post
3. Zakat – jałmużna
4. Chums – jałmużna
5. Hadżdż – pielgrzymka do Mekki

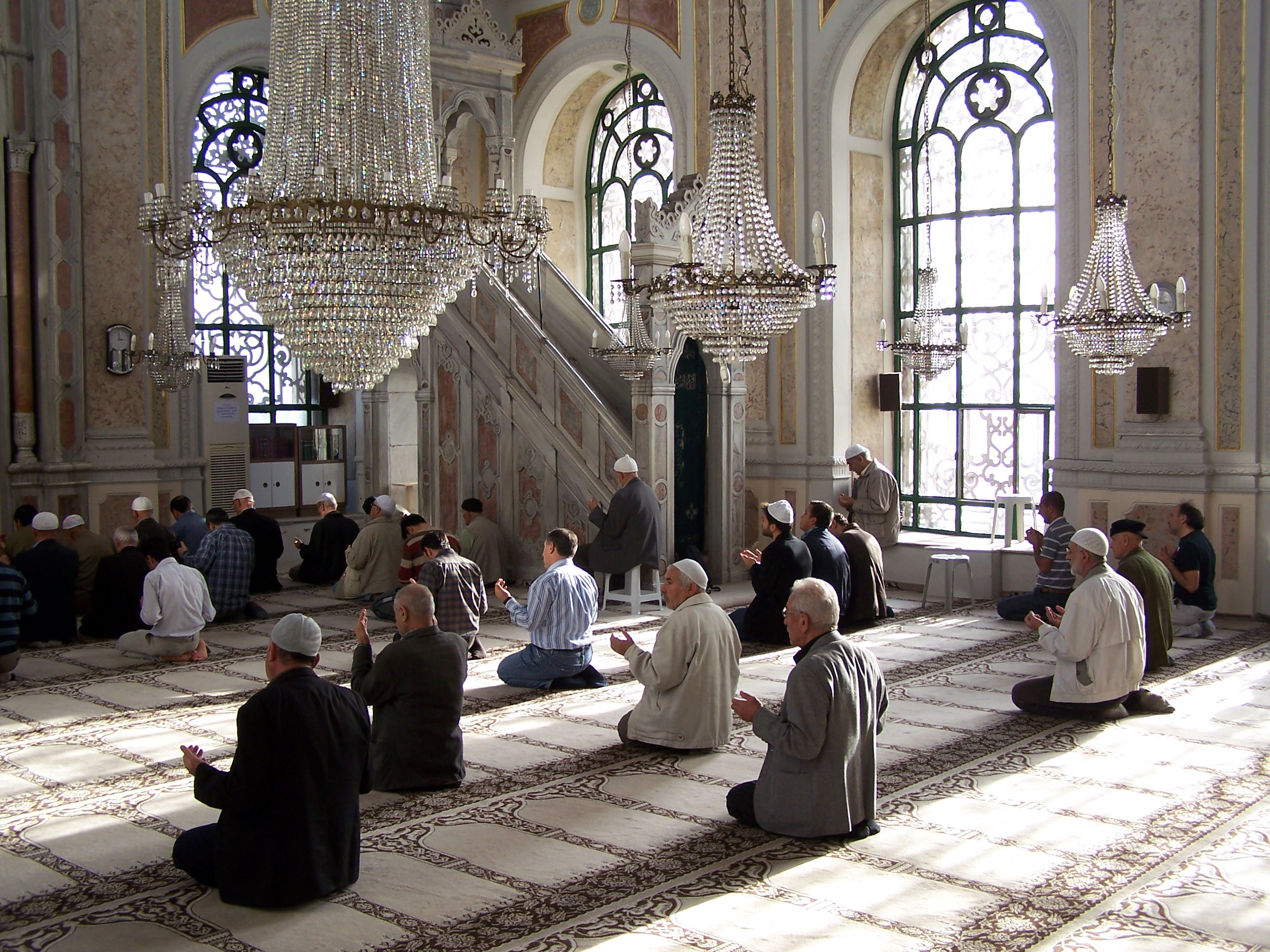
Modlitwa w meczecie w Stambule

6. Dżihad – codzienna walka z samym sobą (np. przeciwko grzeszeniu), rzadziej walka zbrojna w obronie własnej ziemi
7. Amr-bil-Maruf – żyć podług tego, co dobre i sprawiedliwe
8. Nahi Anil Munkar – zabraniać tego, co złe
9. Tawalla – okazywać miłość wobec dobra
10. Tabarra – potępiać i okazywać nienawiść wobec zła

#### Ismailizm
Szyici ismailici posiadają siedem filarów wiary:
1. Walajah (dosłownie „kuratela”) – miłość wobec Boga, proroków, imamów i duʻāt (misjonarzy).
2. Tawhid – monoteizm, wiara w jedyność Boga.
3. Salat – obowiązkowa modlitwa odprawiana pięć razy dziennie, z twarzą zwróconą w stronę Mekki. W odróżnieniu od muzułmanów sunnickich, szyickich imamitów i innych ismailitów, nizaryci wierzą iż forma modlitwy jest ustalana i może być zmieniona przez żyjącego imama (zobacz Aga Chan).
4. Zakat – jałmużna.
5. Saum – post.
6. Hadżdż – pielgrzymka, różnie rozumiana przez poszczególne gałęzie ismailizmu. Jedne grupy odbywają ją do Mekki, inne jak np. Druzowie, rozumieją ją metaforycznie i w ogóle nie pielgrzymują fizycznie nigdzie.
7. Dżihad – codzienna walka z samym sobą (np. przeciwko grzeszeniu), rzadziej walka zbrojna w obronie własnej ziemi

## Duchowni

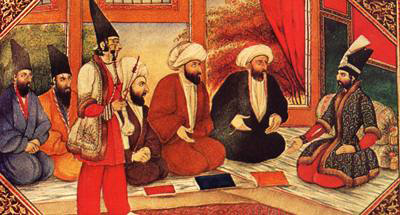
Mułłowie przed królem Persji

W islamie sunnickim nie istnieje odrębna grupa duchownych. Imam (pol.: przewodnik, szef) nie jest kapłanem, lecz członkiem społeczności wiernych, który prowadzi modlitwy. Imam nie musi być teologiem, powinien mieć tylko dobrą znajomość zasad islamu i Koranu, być mądry i poważany. Muezzin również nie jest duchownym. Znawcy islamu otaczani są szacunkiem, jako „następcy proroków”. Istnieje wiele kategorii na określenie osób, biegłych w zasadach islamu:
- aamij – znawca podstawowych zasad islamu;
- idżtihad – na podstawie tekstów religijnych wyjaśnia bieżące problemy społeczności (np. kultowe, polityczne, obyczajowe);
- tafsir – interpretator Koranu;
- al-alim al-mutabahhir – znawca tradycji, Koranu i Sunny;
- al-mudżtahid al-mutlak – najbardziej ceniona kategoria, biegły w syntezie różnych tekstów, w tworzeniu konkluzji i norm prawnych;
- al-mudżtahid fil-madh’hab – biegły w wyjaśnianiu kwestii prawnych, działa w określonej „szkole interpretacyjnej”.
- al-mudżtahid al-mutlak al-muntasib – jak powyżej, działa w określonej „szkole interpretacyjnej”;

W islamie szyickim występują także inne stopnie duchowieństwa (np. ajatollah), mające strukturę hierarchiczną (mułła).
Obecnie kraje Europy zachodniej starają się skłonić swoje społeczności muzułmańskie do przyjęcia zasady kształcenia duchownych w specjalnych szkołach teologicznych na Zachodzie, na wzór kleru chrześcijańskiego.

## Prawo
Prawo islamskie, zwane Szariat (arab. الشريعة), oparte jest na Koranie, Sunnie i hadisach; poza nimi znaczenie mają też idżma (wykładnia przyjęta przez społeczność muzułmańską) i kijas (wnioskowanie analogiczne). Szariat rządzi (przynajmniej teoretycznie) wszystkimi dziedzinami życia muzułmanów. Praktyczną wykładnią prawa zajmują się sędziowie mufti.
Oprócz powyższych do szariatu zaliczyć należy akady – prawo zwyczajowe, które sprawia, że szariat u różnych narodów jest nieco inny i tak na przykład w Afganistanie za cudzołóstwo karze się tylko kobietę, a u Arabów oboje cudzołożników. Prawo islamskie znacząco różni się także w przypadku poszczególnych gałęzi islamu; sunnici, szyici i ibadyci mają własny szariat. Dla przykładu, sunnitom wolno jeść wszystkie ryby, szyitom tylko te, które mają łuski.

## Islam a państwo

### Sunnizm
W idealnym państwie sunnickim – kalifacie – religia, moralność oraz prawo państwowe są ze sobą nierozerwalnie związane. W praktyce w kręgu kultury islamu tylko niektóre państwa, jak Arabia Saudyjska i Afganistan, zrównały prawo religijne (szariat) z państwowym. W większości pozostałych (np. w Iraku) islam uznawany jest za fundament państwa, zaś Koran za źródło prawa świeckiego. Tylko w niektórych krajach z większością muzułmańską przeprowadzono rozdział religii oraz państwa. Z powyższych powodów w wielu państwach o większości muzułmańskiej nie są respektowane postanowienia Powszechnej Deklaracji Praw Człowieka ONZ dotyczące wolności (obowiązuje zakaz krytyki religii) czy wolności sumienia (zakaz apostazji. W 12 krajach muzułmańskich apostazja karana jest śmiercią). Wyjątki stanowią Turcja, gdzie w latach 20. XX wieku zbudowane zostało państwo laickie oparte na wzorze francuskim, jak również kraje, w których obowiązywała w XX wieku ideologia marksistowska (np. Albania i Kirgistan). W 1990 roku państwa islamskie przyjęły Kairską Deklarację Praw Człowieka w Islamie, która jako próba pogodzenia zachodniej idei praw człowieka z teologią islamską pomija kwestie wolności zmiany bądź odrzucenia religii i podkreśla interpretację praw człowieka w duchu prawa islamskiego.
Islam sunnicki nakazuje bezwzględne posłuszeństwo prawowiernemu władcy muzułmańskiemu (tzn. kalifowi) i udział w prowadzonych przez niego wojnach (kital).

### Szyizm

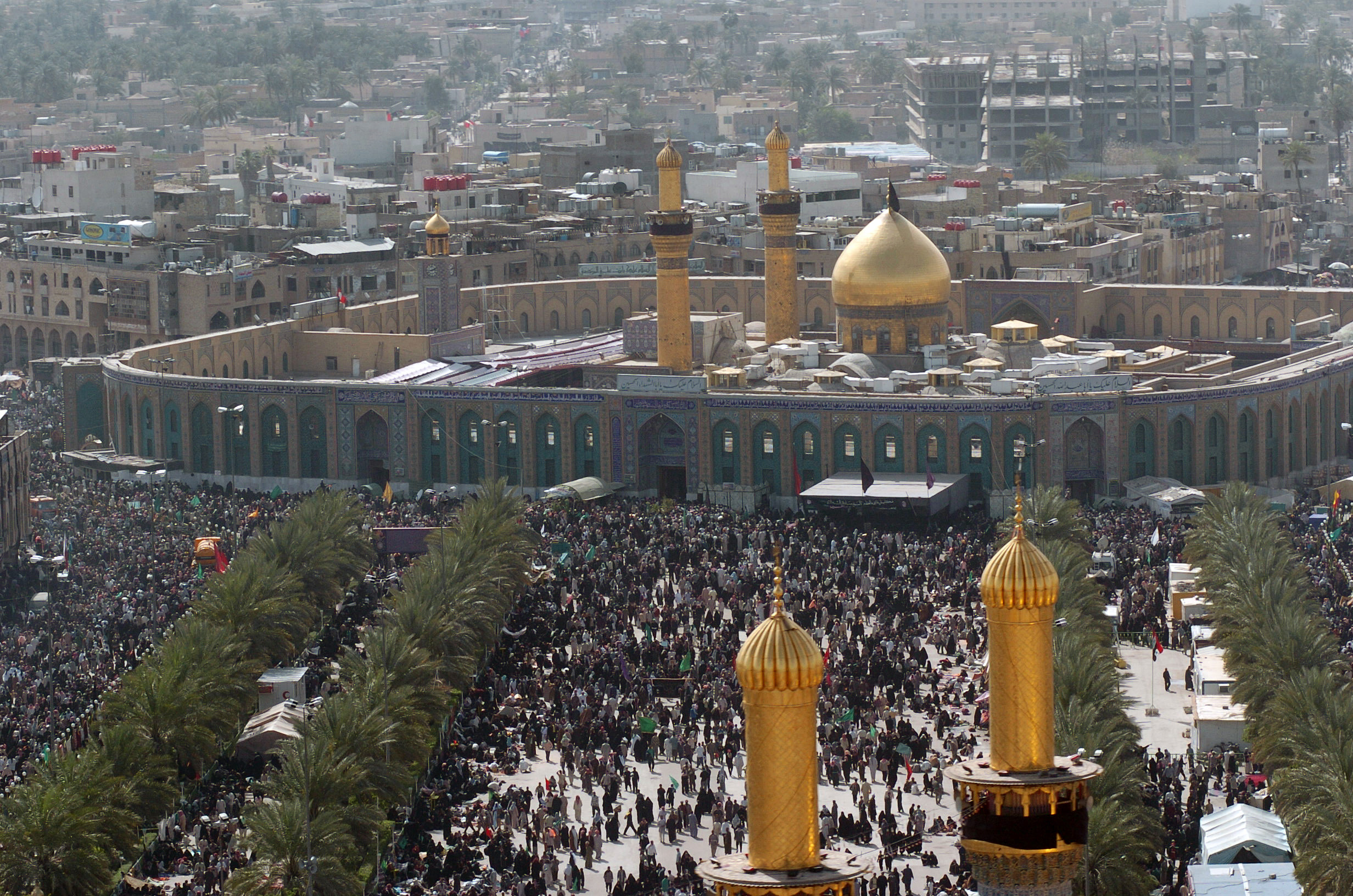
Sanktuarium Imama Husajna, Karbala

Muzułmanie szyiccy odrzucają sunnicki koncept kalifatu twierdząc, iż rządy grzesznego człowieka nigdy nie będą sprawiedliwe, dlatego imamatem (arab. ‏ إمامة imāmah‎) może rządzić tylko imam, członek rodziny i potomek Mahometa. Szyici wierzą, iż Mahomet przed śmiercią wskazał Alego jako własnego następcę, tak więc kalifaty: Abu Bakra, Umara, Usmana, umajjadów, abbasydów, Imperium Osmańskiego są uznawane za błędne, a ich władcy za uzurpatorów i tyranów. W zależności od gałęzi szyizmu, koncept imamatu jest różnie rozumiany; imamici oczekują powrotu dwunastego imama, który ustanowi sprawiedliwe rządy, jedni ismailici oczekują powrotu imamów, inni śledzą żyjących (np. Aga Chan), zajdyccy także są żyjący (ostatnim panującym był Muhammad al-Badr, jakkolwiek, jego synowie roszczą prawa do tronu).
Jeżeli chodzi o sam stosunek do państwa podczas nieobecności imamatu, przytłaczająca większość szyitów żyjąca poza światem muzułmańskim, np. w Europie czy USA, jest wierna swoim krajom uznając rządy demokratyczne wedle nauk płynących z Koranu, które mówią, że muzułmanie powinni być wierni tym którzy nimi rządzą (4:60). Szyici odrzucają także idee walki z owymi rządami, ponieważ wobec nieobecności imamów, nie ma nikogo, kto by mógł prowadzić sprawiedliwy dżihad, więc każdy konflikt będzie sianiem anarchii na Ziemi (2:13). Na koniec, ostatnim argumentem szyickim jest fakt, że pod rządami sunnickiej większości są oni prześladowani i pozbawieni praw, tak więc zachodnia demokracja jest wytchnieniem od sunnickiego kalifatu. Mniejszość szyicka, która poparła pod nieobecność imamów ustanowienie państwa opartego na muzułmańskich wartościach, przejęła władzę w Iranie w 1979 roku, na jej czele stał duchowny Ruhollah Chomejni. Iran jest pomimo to republiką islamską rządzoną przez duchowieństwo i naczelnego przywódcę, nie imamatem, którego ostatecznie oczekują szyici.

## Muzułmanie na świecie
Rozmieszczenie muzułmanów na świecie (państwa z populacją islamską ponad 10%, stan na rok 2000). Obecnie [2016] także w Czarnogórze i Rosji populacja muzułmańska przekroczyła 10%.

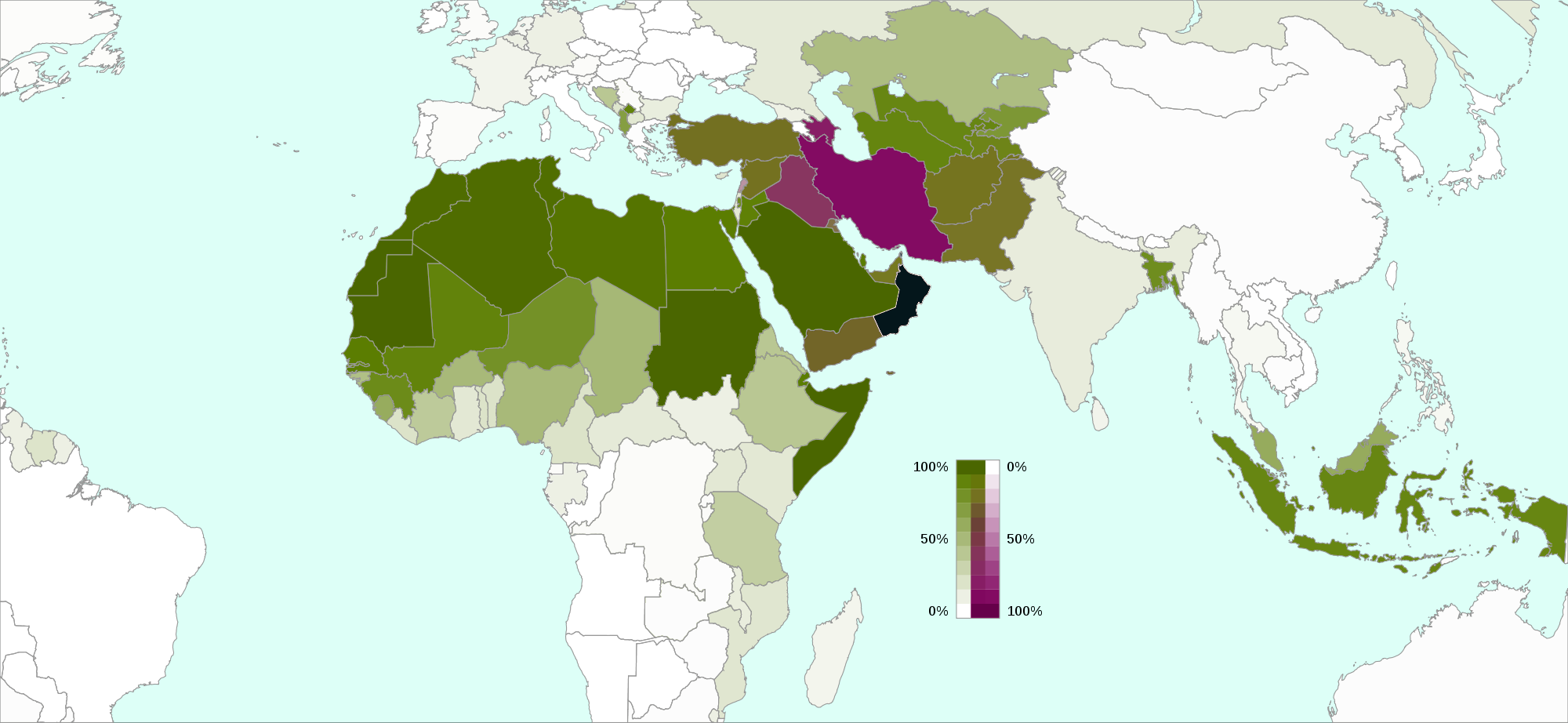
Sunnici, szyici (którzy są nieoszacowani z powodu nieuwzględniania ich w oficjalnych statystykach np. w Turcji i Arabii Saudyjskiej oraz zasadę takijji) i ibadyci.

### Liczba wyznawców islamu
Islam nieprzeciętnie szybko zwiększa liczbę swoich wyznawców. 30 marca 2008 dziennik „Corriere della Sera”, powołując się na Rocznik Papieski (Annuario Pontificio) na 2008, podał informację, iż Watykan po raz pierwszy oficjalnie przyznał, że liczba wyznawców islamu przekroczyła liczbę członków Kościoła rzymskokatolickiego (obecnie katolicy stanowią 17,4% ludności świata, a muzułmanie 19,2%). Za główną przyczynę tego zjawiska uważa się dynamiczny przyrost naturalny w krajach islamskich przy jednoczesnym spadku liczby urodzeń w krajach chrześcijańskich (wyjątkiem mogą być jedynie kraje Ameryki Łacińskiej i Afryki). Członkowie Kościoła rzymskokatolickiego stanowią jedynie pewien procent chrześcijan (przy uwzględnieniu członków Kościoła prawosławnego, Kościołów protestanckich i anglikańskich chrześcijanie stanowią 33% światowej populacji), dlatego też chrześcijaństwo nadal stanowi największą religię świata. Trzecią religią świata pod względem liczby wyznawców jest hinduizm.

## Odłamy, nurty i szkoły koraniczne
W świecie muzułmańskim brak jest jedności poglądów dotyczących szczegółów wiary przy wspólnym uznawaniu głównych założeń. Z tego względu islam dzieli się na trzy główne ortodoksyjne nurty:
- sunnizm
- szyizm
- charydżyzm

Główne odłamy podzielone są wewnętrznie na szkoły koraniczne, z których każda posiada własne wykładnie dotyczące interpretacji poszczególnych sur Koranu.
Najliczniejszą grupę stanowią sunnici i szacowani są według różnych źródeł na 87 do 90% wyznawców islamu.
Podziały na nurty i szkoły są w większości zarzewiem konfliktów zbrojnych w krajach, gdzie muzułmanie stanowią większość.

### Religie poza głównymi nurtami
Wiele religii i ruchów religijnych czerpie i czerpało z islamu różne poglądy religijne.
- Religie traktowane przez wyznawców za islamskie i podobnie oceniane przez większość autorytetów religijnych głównego nurtu islamu:
  - druzyzm
  - alawizm
  - alewizm
  - lahori (odłam ruchu ahmadijja) – tu zdania są jednak bardzo podzielone
  - ahl-e hakk (silne kontrowersje nawet wśród wyznawców)
- Religie traktowane przez wyznawców za islamskie i oceniane jako nieislamskie przez większość autorytetów religijnych głównego nurtu islamu:
  - Naród Islamu (oraz pięcioprocentowcy)
  - qadiani (odłam ruchu ahmadijja)
  - zakryci
  - al-Ahbash
- Nieislamskie religie czerpiące wiele (często większość) doktryn z islamu (w kolejności podobieństwa do islamu):
  - babizm (a obecnie azalityzm)
  - bahaizm
  - jezydyzm
  - sikhizm
- Nieislamskie religie czerpiące niewiele z islamu, w których Mahomet uważany jest za proroka:
  - kaodaizm
  - karaimizm krymski

## Święta
- Początek roku (1 muharrama) – zwany jest „Dniem Odpuszczenia Win”. Nie jest to święto obchodzone przez wszystkich muzułmanów, ponieważ tego święta nie ustanowił Mahomet. Nie jest obchodzone w Arabii Saudyjskiej ani w krajach Zatoki Perskiej. Ci, którzy to święto obchodzą, obdarowują się w tym dniu słodyczami i opowiadają historie z życia Proroka, jego rodziny i towarzyszy. Sunnici poświęcają ten dzień głębszej refleksji religijnej. Dla szyitów jest to początek miesiąca, w którym obchodzą swoje najważniejsze święto upamiętniające śmierć imama Husajna. Irańczycy zgodnie z tradycją przedmuzułmańską świętują początek roku, zw. Nouruz (pers. nowy dzień), 21 marca (pierwszy dzień wiosny).
- Aszura (10 muharrama) – najważniejsze święto imamickie. Aszura jest kulminacją miesiąca żałoby, który rozpoczyna się pierwszego dnia roku. Aszura upamiętnia męczeńską śmierć trzeciego imama Husajna, który w 680 r. został zabity w bitwie pod Karbalą przez wojska kalifa omajjadzkiego. Z tej okazji odbywają się procesje i przedstawienia pasyjne. W czasie procesji zmierzających do grobu Husajna gromady mężczyzn biczują się do krwi. Pielgrzymi płaczą i zawodzą. Organizowane są spotkania, odrębne dla kobiet i mężczyzn, podczas których rozpamiętuje się cierpienia imama. Kobiety w tym czasie ubierają się na czarno i nie noszą ozdób.

Turcy obchodzą Aszurę jako święto uratowania arki Noego, która zatrzymała się na górze Ararat. W tym dniu przygotowuje się świąteczne potrawy złożone z czterdziestu składników i częstuje się nimi przyjaciół i znajomych. Większość muzułmanów uznaje, że arka Noego zatrzymała się na górze Al-Dżudi w Arabii, nie zaś na górze Ararat w Turcji.
- Hidżra – święto upamiętnia ucieczkę Mahometa w 622 r. z Mekki do Medyny.
- Noc Poczęcia Proroka – na początku miesiąca radżab muzułmanie wspominają poczęcie proroka. W tym dniu na czole Abd Allaha, ojca Mahometa, pojawiła się światłość boska, która przeniosła się i wypełniła łono Aminy, matki Mahometa. W Turcji ta noc jest obchodzona jako noc światła – w meczetach zostawia się na noc palące się lampy, które rozświetlają ich wnętrza.
- Urodziny Proroka (ar. Maulid an-Nabi, urdu milad) – narodzinom Mahometa towarzyszyły liczne cuda: ziemię rozjaśniło niezwykłe światło, rozbrzmiewały głosy z niebios, aniołowie rozpostarli swe skrzydła i zadrżały trony panujących. We wczesnym islamie tego święta nie obchodzono, narodziło się w X–XI w. w Egipcie. Sunnici obchodzą je dwunastego dnia trzeciego miesiąca roku – w tym dniu wspominają zarówno narodziny, jak i śmierć Proroka. Szyici obchodzą je pięć dni później. W Turcji to święto nazywa się Świętem Światła. W meczetach zapala się lampy i świece. Organizuje się zgromadzenia, na których odprawia się modlitwy dziękczynne za Proroka i opowiada się budujące historie z jego życia. W Pakistanie święto to polega na wspominaniu Proroka na wspólnych spotkaniach i trwa cały miesiąc. Według wahhabitów, święto to jest sprzeczne z Koranem, ponieważ oddaje się cześć komuś innemu niż Allah
- Noc Wniebowstąpienia (arab. Id al-Isra) – święto upamiętniające nocną podróż i wniebowstąpienie Proroka (arab. al-miradż). Rozpoczyna się 27 radżaba i jest jedną z „pięciu świętych nocy” w islamie.
- Urodziny Ali ibn Abi Taliba – szyici świętują je 13 radżaba.
- Noc Niewinności – święto odpuszczenia grzechów, obchodzone w nocy z 14 na 15 szabana. Wierni błagają Boga, by przebaczył ludzkości wszystkie grzechy popełnione w minionym roku.
- Ramadan (pers., tur. Ramazan) – miesiąc postu (arab. saum, sijam – jeden z pięciu filarów islamu), dziewiąty miesiąc księżycowego kalendarza muzułmańskiego, najświętszy w roku, ponieważ w tym czasie został objawiony Mahometowi pierwszy fragment Koranu. W ciągu tego miesiąca od wschodu do zachodu słońca dorosłym, zdrowym muzułmanom nie wolno jeść, pić, posługiwać się używkami, oddawać się podnieceniu seksualnemu. Post ten, inaczej niż post w chrześcijaństwie, nie służy pokucie czy umartwianiu się, lecz ćwiczeniu samokontroli człowieka, aby potem było mu łatwiej kontrolować swoje pragnienia. Post służy także wyrażeniu solidarności z biednymi i głodującymi, a także pogłębieniu własnej pobożności, m.in. przez lekturę Koranu i rozważania. Z postu zwolnieni są: starcy, dzieci, kobiety w ciąży i karmiące, chorzy oraz osoby w podróży. Po zachodzie słońca, oznajmianym zazwyczaj wystrzałem armatnim, wszyscy zasiadają do pierwszego posiłku zwanego iftar, po którym przez całą noc muzułmanie odwiedzają się nawzajem, świętują w domu lub w miejscach publicznych (np. restauracjach). W czasie ramadanu miasta przyjmują odświętny wygląd, a wiele urzędów, szkoły czy uczelnie mają skrócony czas pracy. Ramadan kończy się świętem Id al-Fitr.
- Noc Mocy (Przeznaczenia) (arab. Lajlat al-Kadar, tur. Kadir Gecesi) – należy do „pięciu świętych nocy” i najczęściej przypada w 27. noc ramadanu, kiedy objawionych zostało pięć pierwszych wersetów Koranu z 97. sury, pt. „Przeznaczenie”. Głównym elementem tego święta jest rozważanie tej właśnie sury, która wyraża podziękowanie za zesłanie Słowa Bożego.Id al-Fitr, Somalia

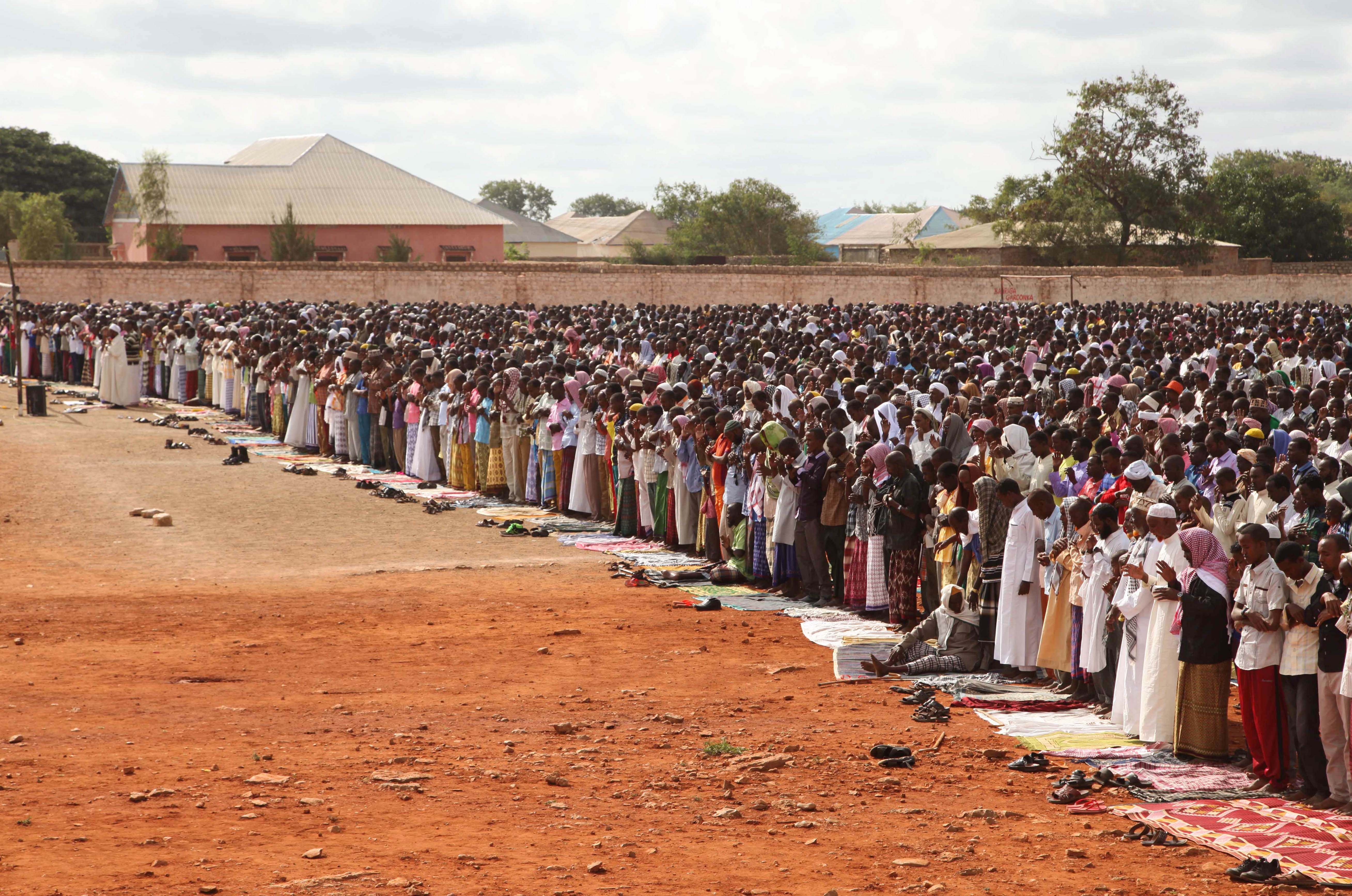
Id al-Fitr, Somalia

- Święto Przerwania Postu (arab. Id al-Fitr, pers. Ejd-e Fetr, tur. Şeker Bayram) – jedno z najważniejszych, obchodzone na koniec ramadanu. W tym dniu dziękuje się Bogu za przetrwanie postu i przebaczenie wszystkich grzechów. Ważnymi elementami święta są wspólna, uroczysta modlitwa w meczecie i odwiedzanie krewnych oraz przyjaciół. Każdy muzułmanin, który sam nie cierpi niedostatku, przed udaniem się na modlitwę powinien wesprzeć odpowiednim datkiem potrzebującego. W tym dniu muzułmanie składają sobie życzenia i obdarowują się prezentami, szczególnie nowymi ubraniami. Dzieci dostają słodycze (stąd turecka nazwa: şeker – cukier, słodycze) i pieniądze, a na ulicach miast ustawione są dla nich wesołe miasteczka.
- Święto Ofiar (arab. Id al-Adha, pers. Ejd-e Ghorban, tur. Kurban Bayram) – najważniejsze święto muzułmańskie, trwa cztery dni i jest związane z pielgrzymką do Mekki. Święto Ofiar upamiętnia ofiarę Abrahama i jego posłuszeństwo wobec Boga. Abraham (Ibrahim) według islamu miał złożyć w ofierze Bogu swego syna Izmaela, Bóg jednak, widząc oddanie Abrahama, pozwolił mu złożyć w ofierze barana zamiast dziecko. Na pamiątkę czynu Abrahama każdy ojciec rodziny składa w ofierze barana, wielbłąda lub krowę. Zwierzę musi być zabite rytualnie, następnie dzieli się mięso tak, by 1/3 oddać potrzebującym, 1/3 krewnym, a pozostałą 1/3 spożywa się na wspólnej uczcie. Tego dnia wspólnie odwiedza się meczet, recytuje Koran i rozdziela prezenty. W czasie Święta Ofiar wielu muzułmanów składa też datki pieniężne przeznaczone na pomoc biednym i fundacje charytatywne.

## Znaczenie kulturowe
Z powodu zakazu przedstawiania w sztuce zwierząt i ludzi rozwinęła się ornamentyka, wykorzystująca kaligrafię i motywy roślinne, której przykładem jest arabeska. Zakaz lichwy doprowadził do powstania szeregu alternatywnych rozwiązań, które miały na celu uniknięcie konieczności pobierania odsetek w transakcjach finansowych (bankowość islamska).

## Kontrowersje i krytyka

### Dżihad
Dżihad jest ciągłą obroną głównej idei islamu wyrażanej w szahadzie. Znaczenie tego terminu jest bardzo różnie interpretowane przez różne nurty i szkoły koraniczne: od walki zbrojnej o panowanie islamu na całym świecie (Kital) do wewnętrznej walki duchowej (tzw. Większy Dżihad). Często interpretacja ma charakter indywidualny dla wierzących. Dla rozwiązania problemów z jego wykładnią teolodzy muzułmańscy odwołują się do tradycji (hadisów), czyli przekazów o wypowiedziach i czynach Mahometa. Należy podkreślić, że w islamie istnieje wiele lokalnych ośrodków studiów koranicznych i ich interpretacje Koranu mogą się znacznie różnić od siebie.
Według przekazu hadisów oraz przekazów historycznych, w czasach Mahometa i bezpośrednio po nim rozumiano dżihad m.in. jako zbrojną walkę z niewiernymi i to właśnie prowadząc wojnę Mahomet zjednoczył Arabów wokół siebie, a po jego śmierci zaatakowali oni Cesarstwo Bizantyńskie i Persję, w ciągu nieco ponad stu lat podbijając całą Afrykę Północną, Półwysep Iberyjski, Bliski Wschód i znaczną część Azji Środkowej.
Sunnici i szyici różnie interpretują pojęcie dżihadu. W islamie sunnickim, zbrojny dżihad jest ofensywny bądź defensywny, do walki może wezwać tylko kalif, inni akceptują walkę także pod jego nieobecność (np. aby ustanowić kalifat). W islamie szyickim, dżihad ofensywny jest „zawieszony” i zakazany do momentu powrotu ostatniego imama, dżihad defensywny (np. zbrojna obrona przed eksterminacją, obrona miejsc świętych) jest dozwolony tylko, gdy wezwie do niego wielki ajatollah (imamizm) bądź żyjący imamowie (ismailizm i zajdyzm). Przykładem szyickiego dżihadu defensywnego jest fatwa Ali as-Sistaniego wzywająca irackich szyitów do obrony miejsc kultu i zniszczenia Państwa Islamskiego.

### Kobieta w islamie

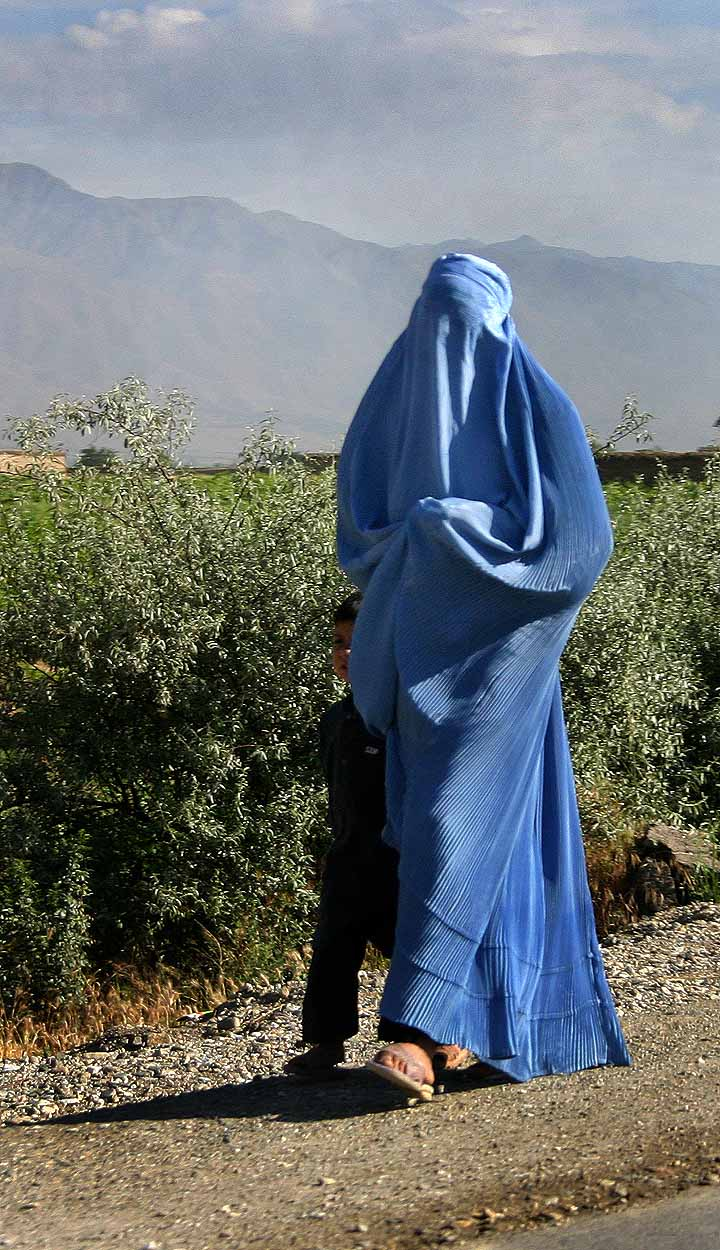
Afganka w pełnej burce

Zagadnienie sytuacji kobiet w krajach muzułmańskich należy do najbardziej kontrowersyjnych. Wersety Koranu dotyczące kobiet są różnie interpretowane w zależności od kontekstu, czasu, sytuacji politycznej i społeczno-ekonomicznej. Jednakże w świetle Koranu mężczyzna i kobieta są traktowani jako różne, lecz równe sobie istoty ludzkie. Islam zagwarantował kobiecie szereg praw, zgodnie ze słowem objawionym Boga (z arabskiego ‘Allah’) zapisanym w Koranie, jak wierzą muzułmanie, na przykład;
- W obowiązkach religijnych, tj. modlitwa, jałmużna, post, pielgrzymka, kobieta ma te same zobowiązania co mężczyzna.
- Kobieta na równi z mężczyzną ma prawo do ochrony swej godności i honoru (Koran 24:4).
- Kobieta na równi z mężczyzną ma prawo do dziedziczenia po bliskich:

„Mężczyznom przypada część tego, co pozostawili rodzice i krewni; i kobietom przypada część tego, co pozostawili rodzice i krewni. Czy to będzie mało, czy dużo, to jest udział obowiązujący prawnie” (Koran 4:7)
- Kobieta na równi z mężczyzną posiada prawo do wykształcenia, zdobywania wiedzy oraz nauczania, prorok Mahomet powiedział:

„Zdobywanie nauki jest obowiązkiem każdego muzułmanina.” (Sunen Ibn Madża, Hadis Nr 224)
- Kobieta podobnie jak mężczyzna może udzielić azylu (zapewnić bezpieczeństwa) (Koran 9:6)
- Prawo do wyboru męża, w sprawie małżeństwa islam bierze pod uwagę zdanie kobiety, uznając go za warunek ważności aktu. Prorok Mahomet przekazał „... Kobieta nie wyjdzie za mąż, dopóki nie zostanie zapytana o zgodę. Zapytali: Jak wygląda jej zgoda? Wysłannik rzekł: Milczy.” (Sahih al-Buchari, Hadis Nr 4843); „O wy, którzy wierzycie! Nie jest wam dozwolone, abyście dziedziczyli kobiety wbrew ich woli.” (Koran 4:19)
- Prawo do ‘as-sadak’ jest obowiązkowym darem małżeńskim od męża dla żony.
- Inne (czytaj w linkach zewnętrznych).

Sprawa kobiety jako świadka w islamie jest bardzo kontrowersyjna. Krytykowane są również zawarte w Koranie wskazania o biciu kobiet w niektórych sytuacjach. Jednak jeden z tłumaczy Koranu – Abdullah Jusuf Ali – wykazuje, że te fragmenty Koranu nakazują tylko „lekkie bicie”. Użycie przez mężczyznę siły fizycznej jest dopuszczalne wobec małżonki tylko w wypadku, kiedy nie skorygowała ona swego niewłaściwego zachowania mimo reprymendy słownej. Współczesne tłumaczenia Koranu, np. tłumaczenie Asmy Barlas odchodzą od tłumaczenia wersetu 34 z sury 4: jako „bić”. Arabskie słowo „daraba” tłumaczone do tej pory jako „bić” zapisywane za pomocą liter d-r-b ma 16 innych znaczeń, m.in. „oddzielać” lub „odchodzić”. Identycznie interpretują to słowo współczesne tłumaczenia przekładu Koranu na turecki Edipa Yüksela i na angielski Laleha Bakhtiara.
Inną krytykowaną na Zachodzie zasadą islamu jest nakaz skromności (hidżab), ograniczający swobodę w wyborze ubioru. Skromność ta obowiązuje obie płci.
Sura 24, werset 31 głosi: „Powiedz wierzącym kobietom, żeby spuszczały skromnie swoje spojrzenia i strzegły swojej czystości; i żeby pokazywały jedynie te ozdoby, które są widoczne na zewnątrz; i żeby narzucały zasłony na piersi, i pokazywały swoje ozdoby jedynie swoim mężom lub ojcom albo ojcom swoich mężów, albo swoim synom lub synom swoich mężów, albo swoim braciom, albo synom braci lub synom swoich sióstr; lub ich żonom, lub tym, którymi zawładnęły ich prawice. I niech one nie stąpają tak, aby było wiadomo, jakie ukrywają ozdoby”.
Wielu muzułmanów uważa, iż to kultura zachodnia ze swoim kultem ciała urąga godności kobiety, jak również, że pogorszenie sytuacji kobiet w wielu krajach Bliskiego Wschodu jest wynikiem wpływów europejskich.

### Pokój i wojna
W Koranie znajduje się pochwała pokoju, stwierdza się też, że to bezbożnicy wywołują wojny i że Allah nie pochwala użycia siły zbrojnej (kital), z wyjątkiem walki przeciwko siłom zła:
Ilekroć rozpalają ogień wojny, Bóg go wygasza. Oni usiłują szerzyć na ziemi zgorszenie, lecz Bóg nie miłuje tych, którzy szerzą zgorszenie. (5:64)
Wolno walczyć tym, którzy doznali krzywdy – Zaprawdę, Bóg jest wszechwładny, by im udzielić pomocy – i tym, którzy zostali wypędzeni bezprawnie ze swoich domostw, jedynie za to, iż powiedzieli: „Pan nasz – to Bóg!” I jeśliby Bóg nie odepchnął ludzi, jednych przy pomocy drugich, to zostałyby zniszczone klasztory i kościoły, miejsca modlitwy i meczety, gdzie często wspomina się imię Boga. Bóg pomoże z pewnością tym, którzy Jemu pomagają. Zaprawdę, Bóg jest Mocny, Potężny! (22:39-40)
Zwalczajcie na drodze Boga tych, którzy was zwalczają, lecz nie bądźcie najeźdźcami. Zaprawdę; Bóg nie miłuje najeźdźców! I zabijajcie ich, gdziekolwiek ich spotkacie, i wypędzajcie ich, skąd oni was wypędzili – Prześladowanie jest gorsze niż zabicie. – I nie zwalczajcie ich przy świętym Meczecie, dopóki oni nie będą was tam zwalczać. Gdziekolwiek oni będą walczyć przeciw wam, zabijajcie ich! – Taka jest odpłata niewiernym! – Ale jeśli oni się powstrzymają... – zaprawdę, Bóg jest przebaczający, litościwy! I zwalczajcie ich, aż ustanie prześladowanie i religia będzie należeć do Boga. A jeśli oni się powstrzymają, to wyrzeknijcie się wrogości, oprócz wrogości przeciw niesprawiedliwym! Miesiąc święty za miesiąc święty. Rzeczy święte podlegają talionowi. A jeśli kto odnosi się wrogo do was, to i wy odnoście się wrogo do niego, podobnie jak on odnosi się wrogo do was. I bójcie się Boga! I wiedzcie, że Bóg jest z bogobojnymi! (2:140-149)
Koran (8:59-61); głosi jednak również tzw. świętą wojnę (dżihad). Wszakże wojna ta, według różnych interpretacji, nie musi być zawsze walką zbrojną – może być także „walką duchową” (czasem wyodrębnia się aż 5 rodzajów dżihadu). Standardowo wyodrębnia się dżihad większy, będący walką z własnymi słabościami oraz dżihad mniejszy, szerzony mieczem.
Istnieje kilka hadisów dotyczących dżihadu, m.in.:
Prorok spytał pewnego mężczyzny, który chciał iść na wojnę: „Czy twoja matka żyje?” Mężczyzna odpowiedział: Tak. Prorok rzekł: „Towarzysz jej, gdyż raj jest u jej nóg”. (Rel. Ibn Madża, an-Nisai oraz al-Hakim)
Abu Hurajra powiedział, że Prorok rzekł: „Dbający o potrzeby wdowy i biednego jest jak walczący na drodze Allaha (mudżahidin)” (relacjonowali al-Buchari i Muslim).
Pewnego razu A’isza powiedział Prorokowi: O Proroku Allaha! Widzimy, że dżihad jest najlepszym czynem, czy nie mamy walczyć w drodze Allaha? Prorok rzekł: „Ależ najlepszy dżihad to dobra pielgrzymka” (relacjonował al-Buchari).
Według zwolenników pokojowego znaczenia dżihadu oznacza on świętą wojnę prowadzoną w umyśle wiernego, walkę z własnymi słabościami. Jednak zawsze ostatecznym celem owej walki jest wzmocnienie islamu.
Nie podlega wątpliwości, iż Mahomet prowadził walkę zbrojną zarówno obronną, jak i agresywną. Wersety głoszące świętą wojnę znacznie przewyższają liczebnie wersety promujące pokój i tolerancję. Zgodnie z niektórymi interpretacjami dżihad może ogłosić wyłącznie kalif, a ponieważ kalifat nie istnieje od 1924 r. ogłoszenie świętej wojny jest uznawane przez część muzułmanów za niemożliwe.
W świetle coraz częstszych zamachów terrorystycznych dokonywanych przez radykalnych muzułmanów ważnym pytaniem jest, czy motywacją zbrodni dokonywanych przez terrorystów islamskich jest religia, czy też inne czynniki, np. polityczne czy osobiste. Niektóre fragmenty Koranu sugerują, iż gniew i zemsta Boga wobec niewiernych i grzeszników w piekle po śmierci realizowana jest również rękoma pobożnych muzułmanów za życia, wywyższając męczeńską śmierć poniesioną w walce z niewiernymi i obiecując poległym nagrodę w raju.
Niechże walczą na drodze Boga ci, którzy za życie tego świata kupują życie ostateczne! A kto walczy na drodze Boga i zostanie zabity albo zwycięży, otrzyma od Nas nagrodę ogromną (4:74).
To nie wy ich zabijaliście, lecz Bóg ich zabijał. To nie ty rzuciłeś, kiedy rzuciłeś, lecz to Bóg rzucił; aby doświadczyć wiernych doświadczeniem pięknym, pochodzącym od Niego. Zaprawdę, Bóg jest słyszącym, wszechwiedzącym! (8:17)
Część uczonych islamskich uważa jednak terroryzm za zły i sprzeczny z Koranem, opierając się na poniższych fragmentach:
Nie poszukuj zgorszenia na ziemi! Zaprawdę, Bóg nie miłuje szerzących zgorszenie! (28:77)
Bóg nie zabrania wam, abyście byli dobrzy i sprawiedliwi względem tych, którzy was nie zwalczali z powodu religii ani nie wypędzali was z waszych domostw. Zaprawdę, Bóg miłuje ludzi sprawiedliwych! (60:8)
Zwraca się również uwagę, że według hadisów Prorok Mahomet zakazał zabijania kobiet i dzieci, jak również niszczenia miejsc kultu. Inny hadis zabrania zabijania innowierców, którzy podpisali z państwem muzułmańskim traktat pokojowy:
„Ktokolwiek zabije tego kto jest objęty porozumieniem ochrony ten nawet nie poczuje zapachu Raju.”

### Zabójstwo
Koran w surze 5:32 zakazuje zabójstwa słowami:
Ten, kto zabił człowieka, który nie popełnił zabójstwa i nie szerzył zgorszenia na ziemi, czyni tak, jakby zabił wszystkich ludzi.
W tym wersecie do zakazu zabijania zostają dodane dwa wyjątki dotyczące zabójców oraz szerzących zepsucie (arab. فساد fasad), przy czym słowo to pada w wersie 2:204-205, lecz i tutaj nie jest do końca zdefiniowane. Kolejny wers dopisuje do tej listy możliwość zabijania osób, które występują przeciw Allahowi, Mahometowi oraz powtórzono wyjątek dla szerzących zepsucie:
Zapłatą dla tych, którzy zwalczają Allaha, i Jego Posłańca, i starają się szerzyć zepsucie na ziemi, będzie tylko to, iż będą oni zabici lub ukrzyżowani albo też obetnie im się rękę i nogę naprzemianległe, albo też zostaną wypędzeni z kraju. (Koran 5:33).
Kolejna sura ogłasza ułaskawienie dla tych, którzy się nawrócą (Koran 5:34).
Kolejny wyjątek od zabijania wprowadzają sura 2 w wersetach 190-191:
Zwalczajcie na drodze Boga tych, którzy was zwalczają, lecz nie bądźcie najeźdźcami. Zaprawdę; Bóg nie miłuje najeźdźców! I zabijajcie ich, gdziekolwiek ich spotkacie, i wypędzajcie ich, skąd oni was wypędzili – Prześladowanie jest gorsze niż zabicie – I nie zwalczajcie ich przy świętym Meczecie, dopóki oni nie będą was tam zwalczać. Gdziekolwiek oni będą walczyć przeciw wam, zabijajcie ich! – Taka jest odpłata niewiernym!
Potwierdzenie fragment znajduje również w wersie 4:74 mówiącym o nagrodzie dla tych, których zginą w tej walce.
Prawo muzułmańskie (szariat) w części interpretacji przewiduje karę śmierci (ukamienowanie, ścięcie mieczem, zrzucenie z wysokości, bądź powieszenie) w o wiele większym zakresie niż prawodawstwo krajów szeroko pojętej cywilizacji zachodniej. Grozi ona na przykład za przestępstwa takie jak cudzołóstwo, bluźnierstwo czy też homoseksualizm.
W większości krajów stosujących prawo koraniczne karze śmierci podlega również apostazja, czyli porzucenie islamu, które nazywa się riddą.

## Islam wobec innych religii
Stosunek islamu do wyznawców innych religii jest złożony. Koran (2:256) stwierdza, że „nie ma przymusu w religii”, co w praktyce było często naruszane. Żydzi, chrześcijanie i sabejczycy (później dodano również zaratusztrian, co do dziś nie jest uznawane przez wszystkich teologów) określani są jako „ludzie Księgi” (ahl al-kitāb, dhimmi), którzy mają być tolerowani przez wyznawców islamu. W poprzednich epokach (w niektórych krajach muzułmańskich również dziś) „ludzie Księgi” byli jednak poddawani różnym formom dyskryminacji. W przeszłości były to np. zakazy procesji, naprawiania starych i budowy nowych świątyń, używania kołatek w kościołach, wykonywania określonych zawodów (zwłaszcza służby w urzędach państwowych) oraz nakaz noszenia charakterystycznej odzieży lub oznakowań. Zdarzały się pogromy, niszczenie świątyń i wymuszone nawrócenia na islam (np. w czasach kalifa Al-Hakima, którego druzowie ogłosili Bogiem). Obecnie dyskryminacja przybiera głównie formy szykan administracyjnych, nierównego traktowania przez wymiar sprawiedliwości i ograniczania kultu. W Koranie pojawiają się fragmenty, które promują tolerancję religijną, np. „Zaprawdę, ci, którzy uwierzyli, ci, którzy wyznają judaizm, chrześcijanie i sabejczycy, i ci, którzy wierzą w Boga i w Dzień Ostatni i którzy czynią dobro, wszyscy otrzymają nagrodę u swego Pana; i nie odczują żadnego lęku, i nie będą zasmuceni!” (Koran 2:62, tłum. Józef Bielawski). Jednak znacznie więcej jest wersetów, które zachęcają do nienawiści do niemuzułmanów, np. „O wy, którzy wierzycie! Nie bierzcie sobie za przyjaciół żydów i chrześcijan; oni są przyjaciółmi jedni dla drugich. A kto z was bierze ich sobie za przyjaciół, to sam jest spośród nich. Zaprawdę, Bóg nie prowadzi drogą prostą ludu niesprawiedliwych!” (Koran 5:51, tłum. Józef Bielawski).
(Koran 5:82) Ty z pewnością się przekonasz, że ludzie najbardziej zawzięci w swojej wrogości wobec tych, którzy uwierzyli
– to żydzi i bałwochwalcy. I z pewnością się przekonasz, że najbliżsi, przez swoją przyjaźń, tym, którzy uwierzyli,
są ci, którzy mówią: „My jesteśmy chrześcijanami!”
Sam prorok Mahomet i jego bezpośredni następcy na ogół nie wypędzali z krajów podbitych przez Arabów chrześcijan i żydów. Wyjątek stanowiły trzy żydowskie plemiona z Medyny, z których dwa zostały przez Mahometa wypędzone, a trzecie zostało z jego aprobatą wymordowane. Podobnie, Żydzi z Chajbaru i chrześcijanie z Nadżranu zostali wypędzeni za panowania kalifa Umara ibn al-Chattaba.

### Judaizm
Koran przyznaje, iż Mojżesz (Musa) był „prorokiem Boga” (podobnie jak inni prorocy żydowscy); Tora (Taurat) jest „słowem Allaha”, ale słowem przeinaczonym. Żydzi określeni są jako winni „odwrócenia się” od Boga i Jego prawdziwych słów, ponieważ zaczęli czcić „złotego cielca” i przeinaczyli słowa boże, przekazane im przez Mojżesza. Znane są masowe prześladowania Żydów przez muzułmanów (np. przez Almohadów w Afryce Północnej w połowie XII wieku). Z drugiej strony w wielu średniowiecznych krajach muzułmańskich, takich jak Andaluzja, Żydzi byli tolerowani i mieli możliwość rozwoju swojej religii i kultury.

### Chrześcijaństwo

#### Różnice i podobieństwa
Jezus (Isa) pojawia się w Koranie pod nazwą Jezus syn Maryi (arab. Isa Ibn Mariam) (Koran 2:87) i określany jest jako prorok (posłaniec) boży (postać Jezusa otaczana jest szacunkiem jako jednego z najważniejszych proroków, ale nie najważniejszego). Przepowiada, że będzie On uzdrowicielem, cudotwórcą i nauczycielem dzieci Izraela (Koran 3:42-51, 19:16-34), jakkolwiek przekaz Koranu w wielu punktach jest niezgodny lub nawet sprzeczny z naukami Jezusa przekazywanymi przez Biblię (5:32, 5:45. 5:90). Między innymi negowane są boska natura Jezusa, jak również śmierć na krzyżu (określona jako fałszerstwo), według islamu Jezus nie poniósł „haniebnej” śmierci w męczarniach, gdyż chronił go Bóg. Święta księga islamu wspomina o tym, że niewierni uknuli przeciw niemu spisek, aby Go zabić (Koran 3, 52-54) i twierdzi, że spisek ten miał się nie powieść (Koran 4:157). Muzułmanie nie wierzą, by Jezus był ‘synem bożym’ (Koran 6:101, 5:75, 18:4-5). Również postawa Mahometa w stosunku do Jezusa wykazuje, że ten wysuwa się w swoich wypowiedziach przed jego osobę (Koran 43:81), gdzie dla chrześcijan jest to nie do przyjęcia.

Żydzi powiedzieli:
„Uzajr jest synem Boga”.
A chrześcijanie powiedzieli:
„Mesjasz jest synem Boga”.
Takie są słowa wypowiedziane ich ustami.
Oni naśladują słowa tych,
którzy przedtem nie wierzyli.
Niech zwalczy ich Bóg!
Jakże oni są przewrotni!
(Koran 9:30)

Chrześcijanie mieli jakoby przeinaczyć słowa Boga (Koran 3:71, 5:14-15), przekazane im przez Jezusa, i stworzyli „trzech bogów” (Trójca Święta), zamiast uznać jednego (Koran 4:171), co staje w opozycji do Biblii, gdzie przekazane słowa Jezusa wymieniają „Syna, Ojca i Ducha Świętego” (Mt 28:19) oraz fragmentu, gdzie Bóg stwierdza o Jezusie: „Tyś jest mój Syn umiłowany” (Mk 1,10-11). W Koranie jest też zawarty błędny przekaz, z którego wynika, że chrześcijanie wierzyli, iż Maryja jest również Bogiem (Koran 5:116). Z tych powodów część nurtów muzułmańskich traktuje chrześcijan jako „bezbożników” lub nawet „politeistów” (ar. muszrik). Różnica dotyczy również rozumienia osoby Pocieszyciela, którego zapowiedział Jezus, według chrześcijan jest nim Duch Święty (zgodnie z treścią w Nowym Testamencie), a według muzułmanów prorok Mahomet. Zgodność Koran i Biblia osiągają w punkcie powtórnego przyjścia Jezusa na ziemię, które to będzie zwiastunem Sądu Ostatecznego. (Koran 43, 61). Koran zatem odrzucając Trójcę Świętą i śmierć Jezusa na krzyżu odrzuca zmartwychwstanie Jezusa, tym samym odrzucając podstawowe założenia wiary chrześcijańskiej.

#### Stosunek do chrześcijan
Koran o chrześcijanach, podobnie jak o żydach, wyraża się słowami „ludzie księgi” i najczęściej w ten sposób do nich lub o nich się wyraża, ale też wymienia ich z nazwy rozróżniając od żydów. Uznaje ich najbliższych islamowi (Koran 5:82), ale w większości potępia chrześcijan (Koran 9:30-31) i wzywa do zaprzestania wiary w Trójcę (Koran 4:171). Dla wyznawców islamu określa jednoznacznie stosunek do chrześcijan określając ich jako nieprzyjaciół (Koran 5:51, 5:14) wzywając jednocześnie do prześladowania (Koran 9:29). Koran pomimo wersetów pokazujących punkty wspólne obu religii nazywa chrześcijan niewiernymi wprost (Koran 5:72, 9:31) lub też poprzez niewiarę w przekaz „Posłańca” Mahometa.

## Islam w Polsce
Historia Islamu na ziemiach polskich sięga XIV w. Pierwszymi wyznawcami islamu byli Tatarzy polscy pochodzący pierwotnie ze Złotej Ordy i Krymu. Aż do XX w. byli niemalże jedyną grupą w Polsce wyznającą islam. Kolejną niewielką grupą byli kupcy i dyplomaci z krajów arabskich osiedlający się w Polsce na przełomie XVIII i XIX w. Ostatnią większą grupą byli studenci z krajów muzułmańskich przybywający na studia głównie w drugiej połowie XX wieku.
W 2010 roku liczba muzułmanów w Polsce szacowana była na około 20 000 wyznawców.
W Polsce znajduje się 12 czynnych meczetów sunnickich – mają je:

- Katowice[28],
- Poznań[28],
- Wrocław[28],
- Lublin[28],
- Białystok[28],
- Gdańsk[29],
- Kruszyniany[29],
- Bohoniki[29],
- Kraków,
- Łódź[30],
- Warszawa, gdzie meczety są dwa[31].

Aktualnie nie ma w Polsce meczetów szyickich.

### Instytucje badawcze zajmujące się islamem w Polsce
- Zakład Islamu Europejskiego Instytutu Orientalistycznego Uniwersytetu Warszawskiego